# Brachyura
Los braquiuros (Brachyura, del griego βραχύς brakhýs, 'corto' y ουρά ourá, 'cola') son un infraorden de crustáceos decápodos que incluye la mayor parte de los cangrejos de mar. Son mayormente conocidos como cangrejos, aunque algunos reciben otros nombres, pero no todos los cangrejos pertenecen a este grupo.

## Características

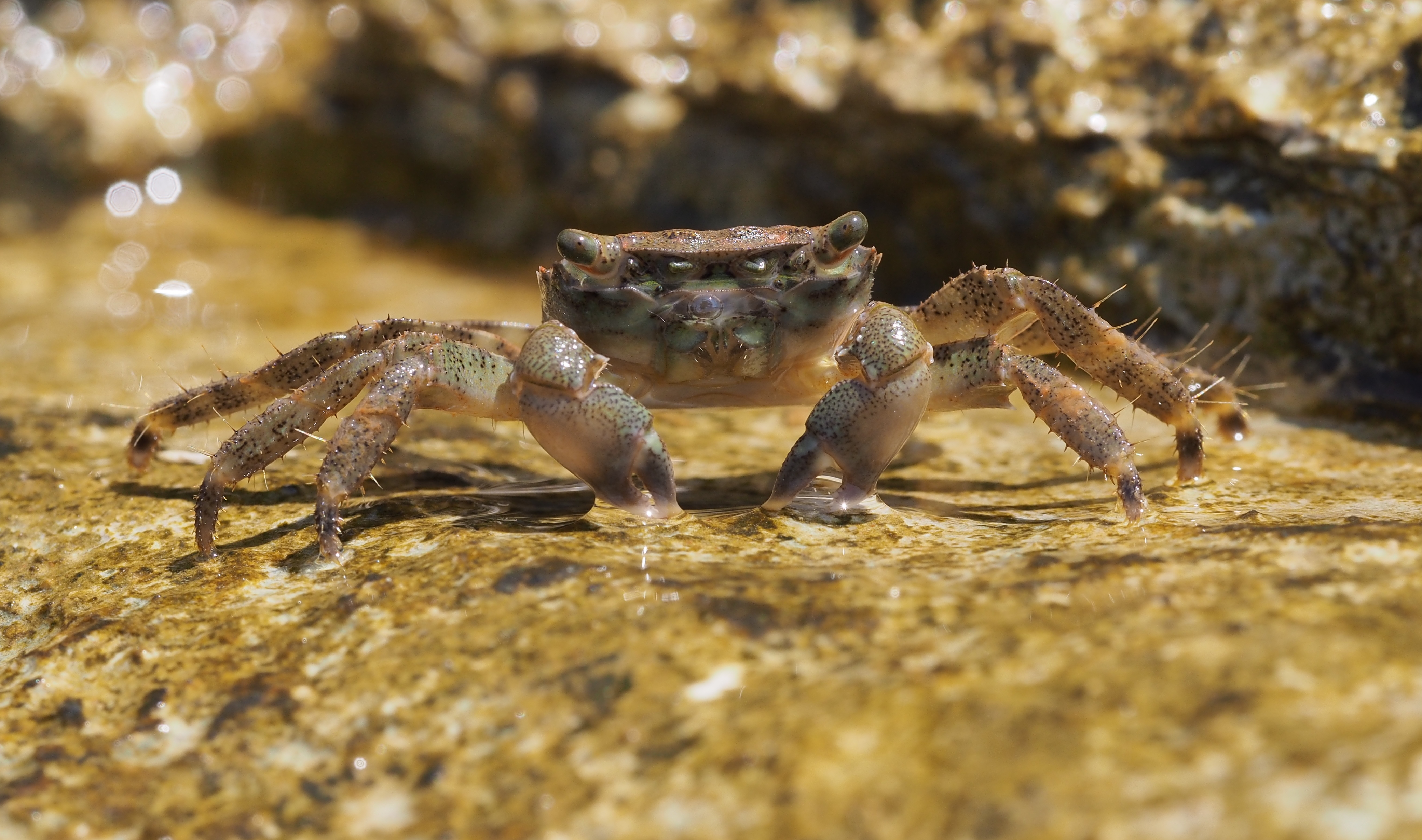
Cangrejo corredor o zapatero (Pachygrapsus marmoratus) en la costa de Istria.

El cefalotórax de los braquiuros es generalmente más ancho que largo, y aplastado dorsoventralmente. Porta, como en el resto de los decápodos e insertos ventralmente, cinco pares de pereiópodos, patas inicialmente locomotoras. El primero de esos cinco pares de patas está transformado, como en otros muchos decápodos, en pinzas que a menudo alcanzan un enorme desarrollo, frecuentemente asimétrico. Las usan para la captura del alimento, para la defensa y para las interacciones sociales. El último par también puede ser diferente, convertido en un par de aletas.
El rasgo más característico, al que alude su nombre científico, es una extrema reducción de las dimensiones del abdomen, que queda reducido a poco más que un apéndice que llevan adherido a la cara ventral del cefalotórax. Se interpreta este rasgo como una adaptación a una marcha eficaz, trasladando el centro de gravedad sobre las patas. Los apéndices del abdomen están reducidos correspondientemente, faltando los urópodos y quedando en los machos sólo los pleópodos copuladores. Las hembras, que tienen el abdomen más ancho, usan sus cuatro pares de pleópodos para sujetar los huevos. 
Los cangrejos suelen ser buenos andadores, que corren característicamente de lado cuando cogen velocidad, lo que ha facilitado a muchos de ellos la oportunidad de desarrollar una existencia casi anfibia. Algunos cangrejos son capaces de nadar con eficacia, sobre todo los de la familia Portunidae, como el cangrejo azul, con las patas posteriores aplanadas como aletas que controlan el desplazamiento.
Los braquiuros son de tamaños muy variados, con especies que miden apenas un centímetro junto a otras enormes. Entre ellos se encuentran los artrópodos de mayor masa corporal, así como los que alcanzan mayor extensión cuando se estiran sus patas.
El desarrollo, como en los demás crustáceos, es indirecto, con fases larvarias muy distintas de los adultos.

## Reproducción y ciclo vital
Los cangrejos atraen a su pareja por medios químicos (feromonas), por medios visuales, acústicos o vibratorios. Las feromonas son utilizadas por la mayoría de los cangrejos totalmente acuáticos, mientras que los cangrejos terrestres y semiterrestres utilizan a menudo señales visuales, como los machos del cangrejo violinista que agitan sus grandes pinzas para atraer a las hembras. La mayoría de los cangrejos braquiuros tienen fecundación interna y se aparean vientre con vientre. En muchas especies acuáticas, el apareamiento tiene lugar justo después de que la hembra haya mudado y esté aún blanda. Las hembras pueden almacenar el esperma durante mucho tiempo antes de utilizarlo para fecundar sus huevos. Cuando se ha producido la fecundación, los huevos se liberan en el abdomen de la hembra, debajo del pliegue de la cola, asegurados con un material pegajoso. En este lugar, quedan protegidos durante el desarrollo embrionario. 
Una vez completado el desarrollo, la hembra libera las larvas recién eclosionadas en el agua, donde forman parte del plancton. La liberación suele coincidir con las mareas y el ciclo diurno de luz y oscuridad. Las diminutas larvas zoea, que nadan libremente, pueden flotar y aprovechar las corrientes de agua. Tienen una espina dorsal, lo que probablemente reduce la tasa de depredación por animales más grandes. Las zoea de la mayoría de las especies deben buscar alimento, pero algunos cangrejos proporcionan suficiente yema en los huevos para que las fases larvarias puedan seguir viviendo de ella.
Cada especie tiene un número determinado de fases zoeales, separadas por mudas, antes de pasar a la fase megalopa, que se asemeja a un cangrejo adulto, salvo porque tiene el abdomen (cola) sobresaliendo por detrás. Tras una muda más, el cangrejo es un juvenil que vive en el fondo en lugar de flotar en el agua. Esta última muda, de megalopa a juvenil, es crítica y debe tener lugar en un hábitat adecuado para que el juvenil sobreviva.: 63–77 
La mayoría de las especies de cangrejos terrestres deben migrar al océano para liberar sus larvas; en algunos casos, esto supone migraciones muy extensas. Tras vivir un breve periodo como larvas en el océano, los juveniles deben realizar esta migración a la inversa. En muchas zonas tropicales con cangrejos terrestres, estas migraciones a menudo provocan un considerable atropello de los cangrejos migratorios debido a que pasan por sitios concretos de manera masiva.: 113–114 
Una vez que los cangrejos se han convertido en juveniles, tienen que seguir mudando muchas veces más para llegar a adultos. Están cubiertos por un caparazón duro, que de otro modo impediría su crecimiento. El ciclo de muda está coordinado por hormonas. Cuando se preparan para la muda, el caparazón viejo se ablanda y se erosiona parcialmente, mientras que debajo se forma el rudimentario comienzo de un nuevo caparazón. En el momento de la muda, el cangrejo toma mucha agua para expandirse y abrir el caparazón viejo en una línea de debilidad a lo largo del borde posterior del caparazón. A continuación, el cangrejo debe extraer del viejo caparazón todo su cuerpo, incluidas las patas, las piezas bucales, los pedúnculos oculares e incluso el revestimiento de la parte anterior y posterior del tubo digestivo. Es un proceso difícil que dura muchas horas y, si el cangrejo se queda atascado, morirá. Después de liberarse del caparazón viejo (ahora llamado exuvia), el cangrejo es extremadamente blando y se esconde hasta que su nuevo caparazón se haya endurecido. Mientras el nuevo caparazón aún está blando, el cangrejo puede expandirlo para dejar espacio a futuros crecimientos.: 78–79 

## Ecología
Los braquiuros son generalmente bentónicos, aunque también hay especies del necton que viven, por ejemplo, entre los sargazos. Se encuentran a todas las profundidades, con algunas estirpes propias de fondos abisales y otras en las aguas superficiales, junto a la costa. Son muchos los que llevan una existencia semiaérea, pasando mucho tiempo fuera del agua. Aunque la mayoría de los braquiuros son marinos, también existen algunas formas dulceacuícolas.

## Taxonomía
Infraorden Brachyura Latreille, 1802 (4 secciones):
- Sección Dromiacea de Haan, 1833 (3 superfamilias vivas y 3 extintas)[10]
  - Superfamilia Dakoticancroidea † Rathbun, 1917 (2 familias extintas)
  - Superfamilia Dromioidea de Haan, 1833 (2 familias vivas y 2 extintas)
  - Superfamilia Eocarcinoidea † Withers, 1932 (1 familia extinta)
  - Superfamilia Glaessneropsoidea † Patrulius, 1959 (4 familias extintas)
  - Superfamilia Homolodromioidea Alcock, 1900 (1 familia viva y 4 extintas)
  - Superfamilia Homoloidea de Haan, 1839 (3 familias vivas y 2 extintas)
- Sección Raninoida de Haan, 1839 (1 superfamilia)
  - Superfamilia Raninoidea de Haan, 1839 (1 familia viva y 2 extintas)
- Sección Cyclodorippoida Ahyong et al., 2007 (1 superfamilia)
  - Superfamilia Cyclodorippoidea Ortmann, 1892 (3 familias vivas y una extinta)
- Sección Eubrachyura de Saint Laurent, 1980 (2 subsecciones)
  - Subsección Heterotremata Guinot, 1977 (28 superfamilias vivas y una extinta)
    - Superfamilia Aethroidea Dana, 1851 (1 familia)
    - Superfamilia Bellioidea Dana, 1852 (1 familia)
    - Superfamilia Bythograeoidea Williams, 1980 (1 familia)
    - Superfamilia Calappoidea Milne Edwards, 1837 (2 familias)
    - Superfamilia Cancroidea Latreille, 1802 (2 familias)
    - Superfamilia Carpilioidea Ortmann, 1893 (1 familia viva y 3 extintas)
    - Superfamilia Cheiragonoidea Ortmann, 1893 (1 familia)
    - Superfamilia Componocancroidea † Feldmann, Schweitzer & Green, 2008 (1 familia extinta)
    - Superfamilia Corystoidea Samouelle, 1819 (1 familia)
    - Superfamilia Dairoidea Ng & Rodriguez, 1986 (2 familias)
    - Superfamilia Dorippoidea MacLeay, 1838 (2 familias vivas y 2 extintas)
    - Superfamilia Eriphioidea MacLeay, 1838 (6 familias)
    - Superfamilia Gecarcinucoidea Rathbun, 1904 (1 familia)
    - Superfamilia Goneplacoidea MacLeay, 1838 (11 familias vivas y 2 extintas)
    - Superfamilia Hexapodoidea Miers, 1886 (1 familia)
    - Superfamilia Leucosioidea Samouelle, 1819 (2 familias)
    - Superfamilia Majoidea Samouelle, 1819 (6 familias)
    - Superfamilia Orithyioidea Dana, 1853 (1 familia)
    - Superfamilia Palicoidea Bouvier, 1898 (2 familias)
    - Superfamilia Parthenopoidea MacLeay, 1838 (1 familia)
    - Superfamilia Pilumnoidea Samouelle, 1819 (3 familias)
    - Superfamilia Portunoidea Rafinesque, 1815 (7 familias vivas y 4 extintas)
    - Superfamilia Potamoidea Ortmann, 1896 (2 familias)
    - Superfamilia Pseudothelphusoidea Ortmann, 1893 (1 familia)
    - Superfamilia Pseudozioidea Alcock, 1898 (4 familias)
    - Superfamilia Retroplumoidea Gill, 1894 (1 familia)
    - Superfamilia Trapezioidea Miers, 1886 (3 familias)
    - Superfamilia Trichodactyloidea Milne Edwards, 1853 (1 familia)
    - Superfamilia Xanthoidea MacLeay, 1838 (3 familias)

  - Subsección Thoracotremata Guinot, 1977 (4 superfamilias)
    - Superfamilia Cryptochiroidea Paul’son, 1875 (1 familia)
    - Superfamilia Grapsoidea MacLeay, 1838 (8 familias)
    - Superfamilia Ocypodoidea Rafinesque, 1815 (8 familias)
    - Superfamilia Pinnotheroidea de Haan, 1833 (2 familias)

## Consumo humano

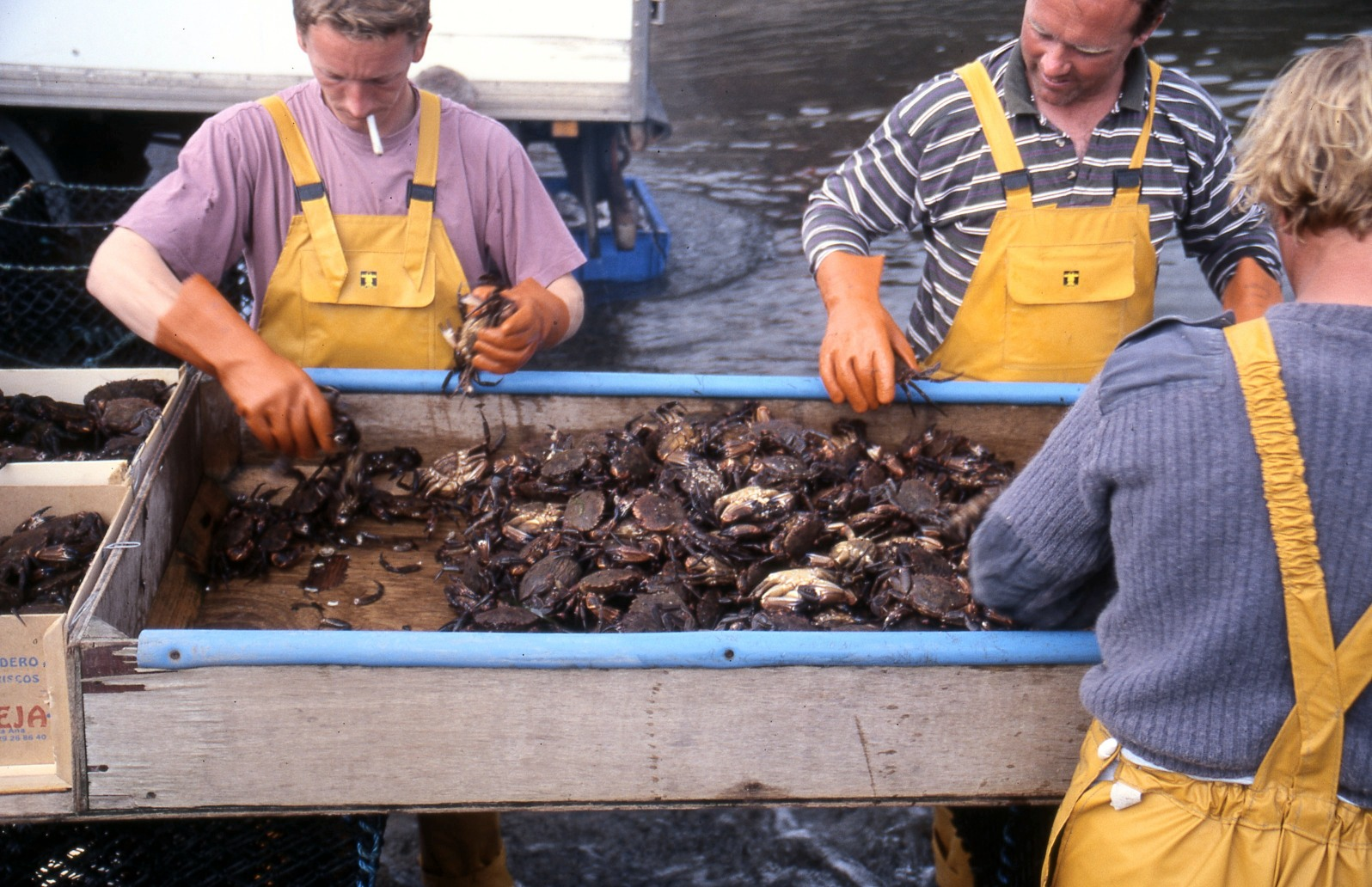
Proceso de clasificación de Cancer pagurus en Fionnphort, Escocia.

Los cangrejos suponen una quinta parte de los crustáceos marinos capturados en el mundo, con cerca de un millón y medio de toneladas consumidas anualmente. Los más empleados, en orden decreciente, son Portunus trituberculatus, Portunus pelagicus, algunas especies del género Chionoecetes, Callinectes sapidus, especies del género Charybdis, Cancer pagurus, C. magister y Scylla serrata, de cada una de las se pescan unas 20,000 toneladas anualmente.

### Dolor
Hay un debate científico sobre si los crustáceos experimentan dolor, que tiene implicaciones éticas en la preparación de los platos de cangrejo. Los cangrejos se hierven vivos muy a menudo como parte del proceso de cocción.
Advocates for Animals, un grupo escocés de bienestar animal, declaró en 2005 que "la evidencia científica ... sugiere fuertemente que existe la posibilidad de que los crustáceos decápodos y cefalópodos experimenten dolor y sufrimiento". Esto se debe principalmente a "La probabilidad de que los crustáceos decápodos puedan sentir dolor [que] está respaldada por el hecho de que se ha demostrado que tienen receptores opioides y que responden a los opioides (analgésicos como la morfina) de forma similar a los vertebrados". Las similitudes entre los sistemas de estrés de los decápodos y los vertebrados y las respuestas conductuales a estímulos nocivos se presentaron como pruebas adicionales de la capacidad de los decápodos para experimentar dolor.
En 2005, una revisión de la literatura realizada por el Comité Científico Noruego para la Seguridad Alimentaria concluyó provisionalmente que "es poco probable que [las langostas] puedan sentir dolor", aunque señalan que "aparentemente hay una escasez de conocimientos exactos sobre la sensibilidad en los crustáceos, y se necesita más investigación". Esta conclusión se basa en el sencillo sistema nervioso de la langosta. El informe asume que la reacción violenta de las langostas al agua hirviendo es una respuesta refleja (es decir, no implica percepción consciente) a estímulos nocivos.
En una publicación de 2005 de la Autoridad Europea de Seguridad Alimentaria (EFSA) se afirmaba que los crustáceos decápodos más grandes tienen un comportamiento complejo, un sistema del dolor, una considerable capacidad de aprendizaje y parecen tener cierto grado de conciencia. Basándose en estas pruebas, colocaron a todos los crustáceos decápodos en la misma categoría de protección de animales de investigación que los vertebrados.

## Relaciones con la cultura

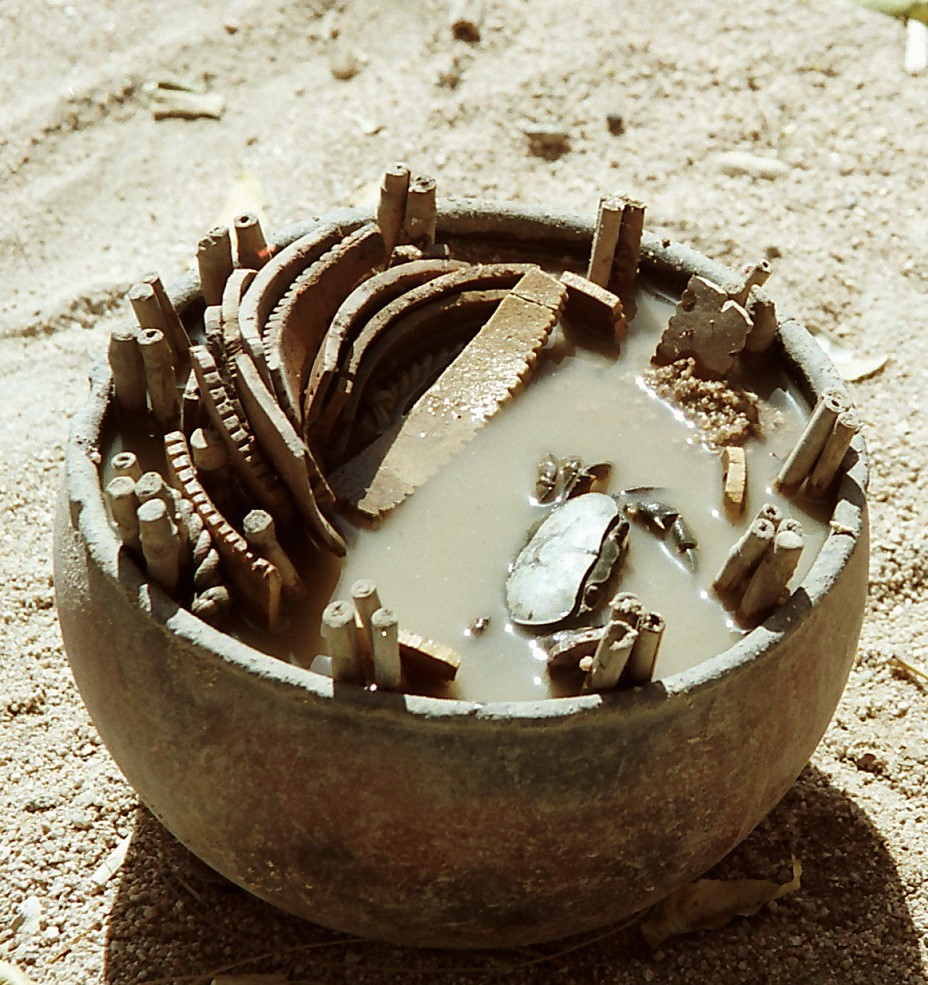
Una vasija de adivinación para cangrejo en Kapsiki, norte de Camerún.

Tanto la constelación de Cáncer como el signo astrológico Cáncer llevan el nombre relacionado con el cangrejo y se representan como un cangrejo. William Parsons, III conde de Rosse, dibujó la Nebulosa del Cangrejo en 1848 y observó su parecido con el animal; el Púlsar del Cangrejo se encuentra en el centro de la nebulosa. El pueblo moche del antiguo Perú adoraba la naturaleza, especialmente el mar, y a menudo representaba cangrejos en su arte. En la mitología griega, Carcinos era un cangrejo que acudió en ayuda de la Hidra de Lerna en su lucha contra Heracles. Uno de los cuentos en el libro Just So Stories de Rudyard Kipling, El cangrejo que jugó con el mar, cuenta la historia de un cangrejo gigante que hacía subir y bajar las aguas del mar, como las mareas. En la mitología malaya (relatada por Hugh Clifford a Walter William Skeat), se cree que las mareas oceánicas son causadas por el agua que entra y sale de un agujero en el Ombligo de los Mares (Pusat Tasek), donde "se sienta un cangrejo gigantesco que dos veces al día sale para buscar comida": 7–8 
Los kapsiki del norte de Camerún utilizan la forma en que los cangrejos manipulan los objetos para la adivinación[cita requerida]
El término mentalidad de cangrejo deriva de un tipo de comportamiento social perjudicial observado en los cangrejos.

## Galería de imágenes

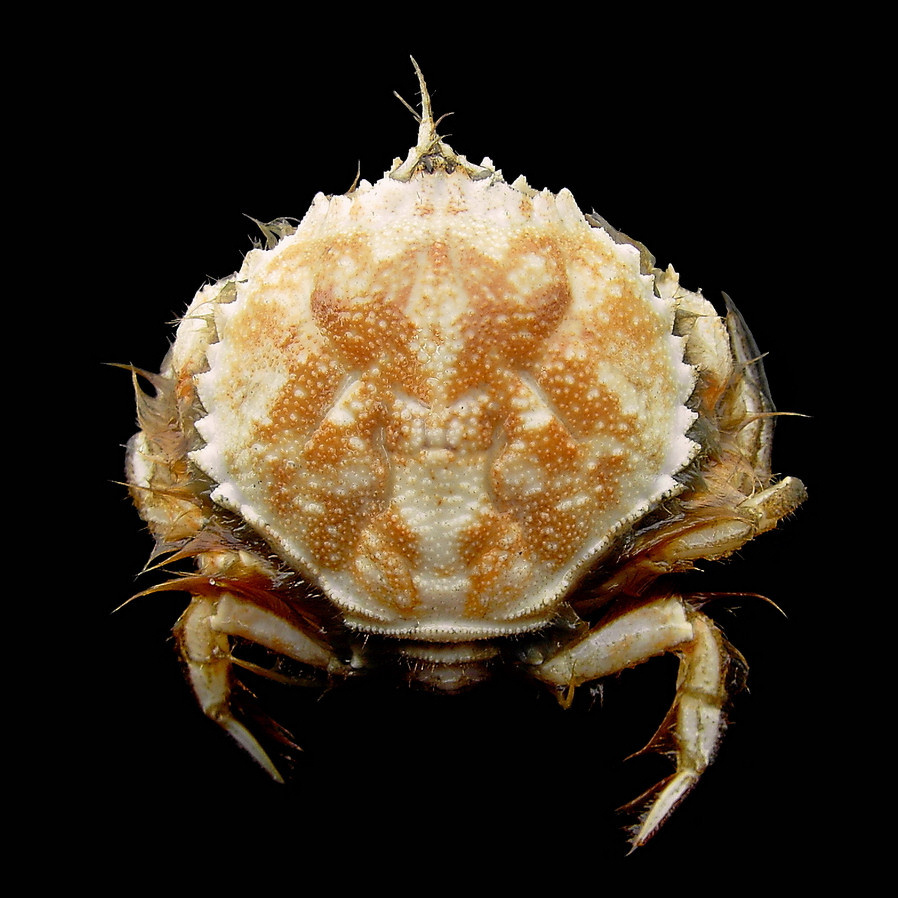
Atelecyclus rotundatus
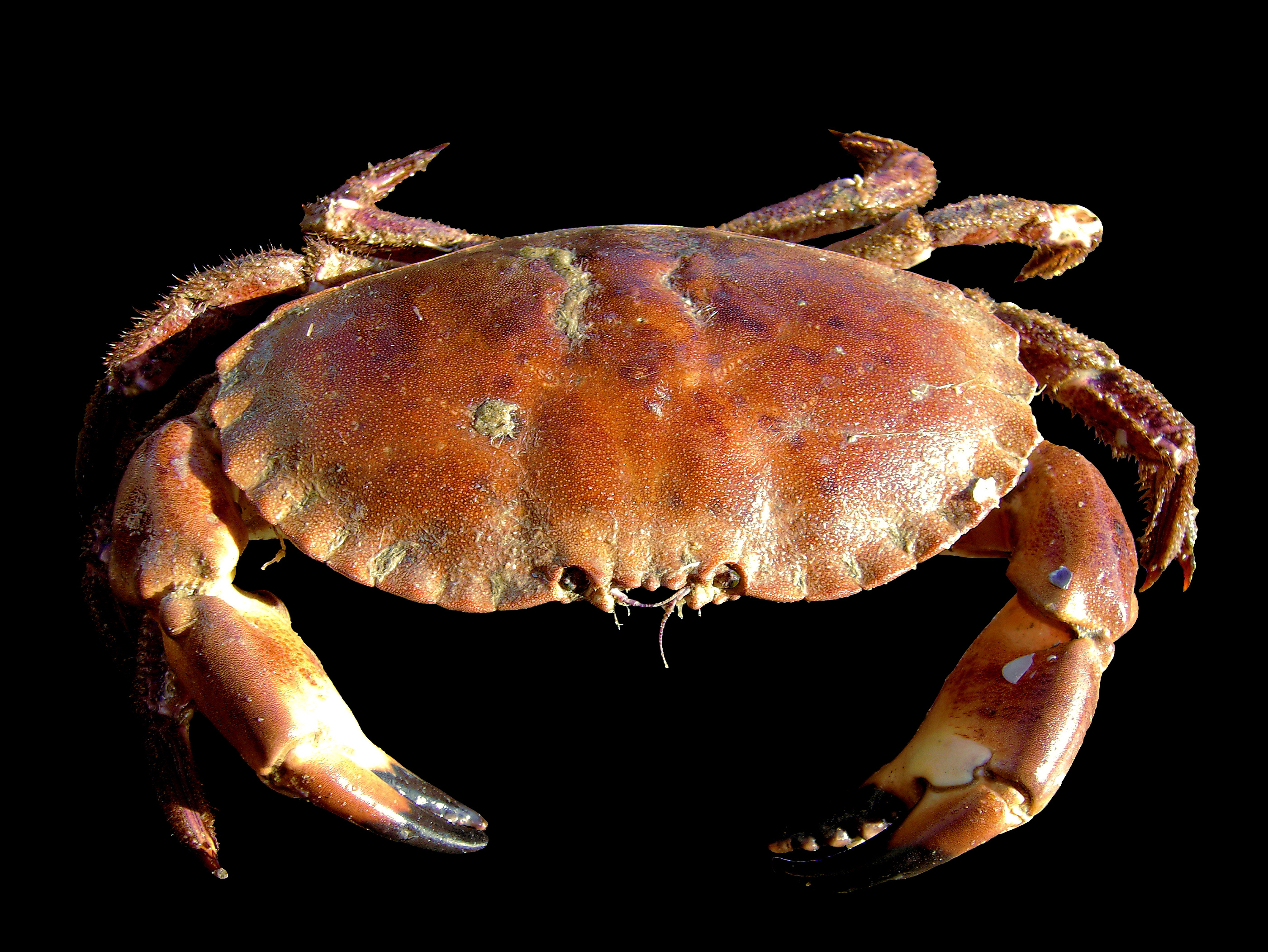
Cancer pagurus
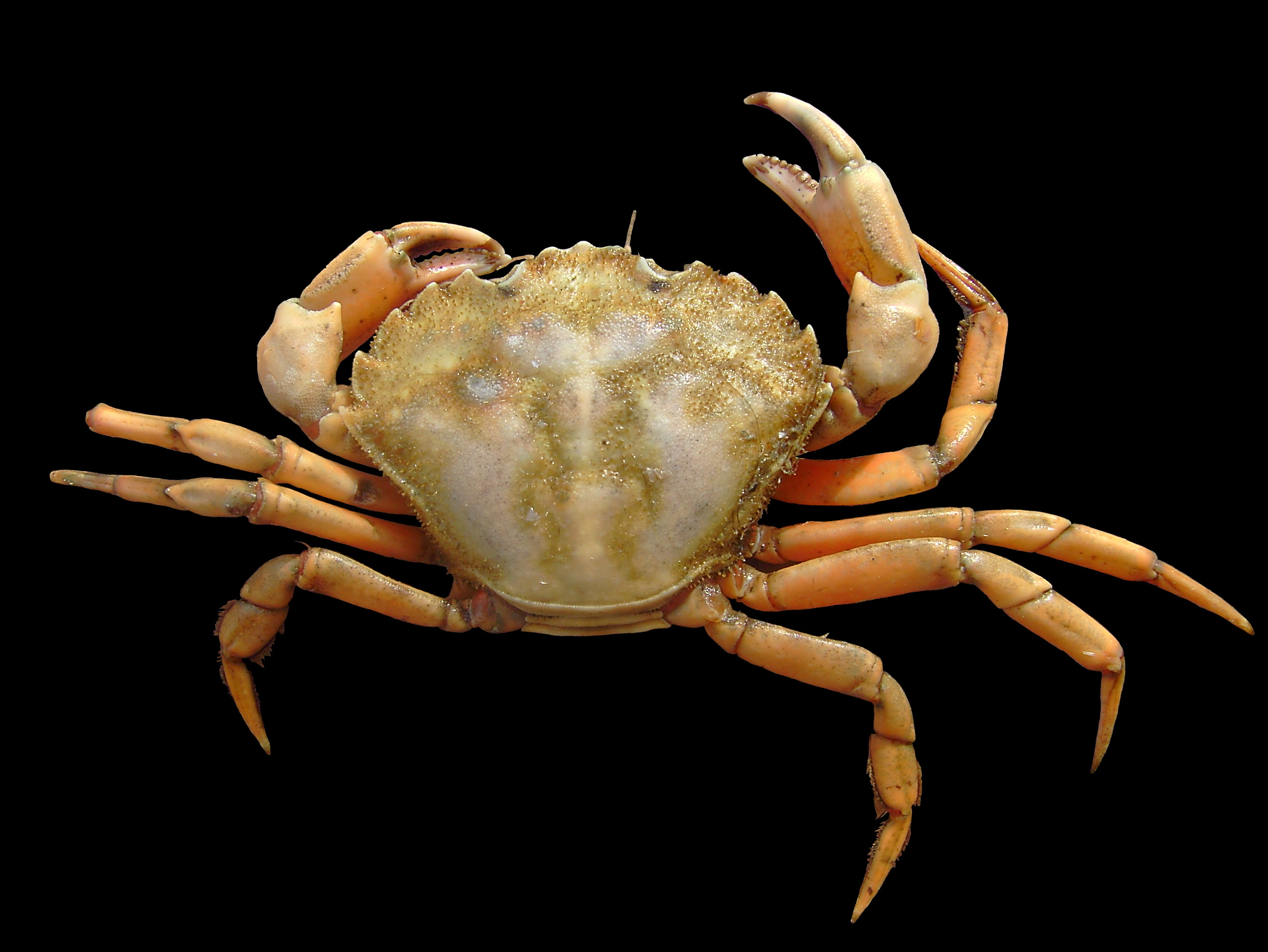
Carcinus maenas
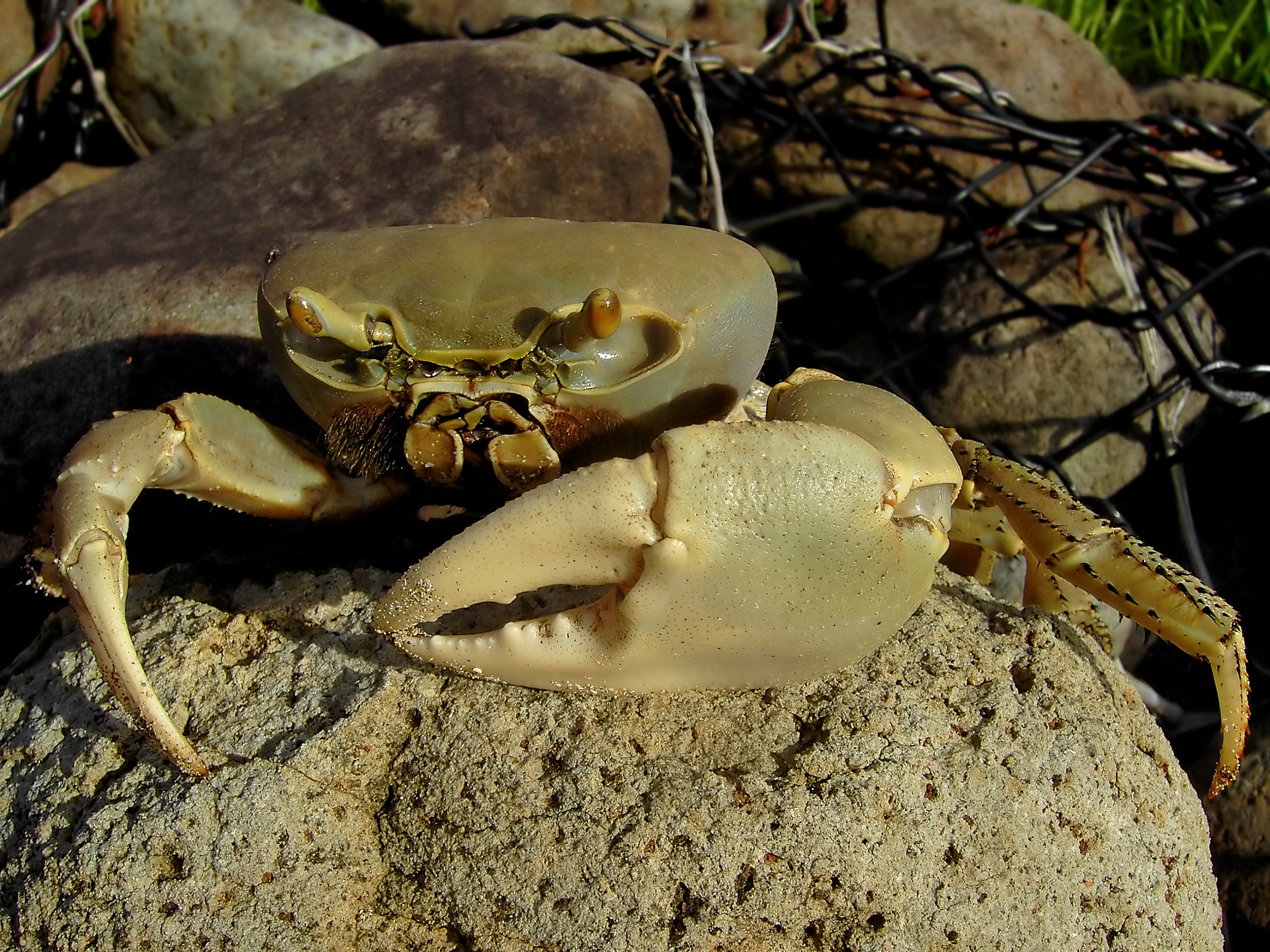
Cardisoma guanhumi
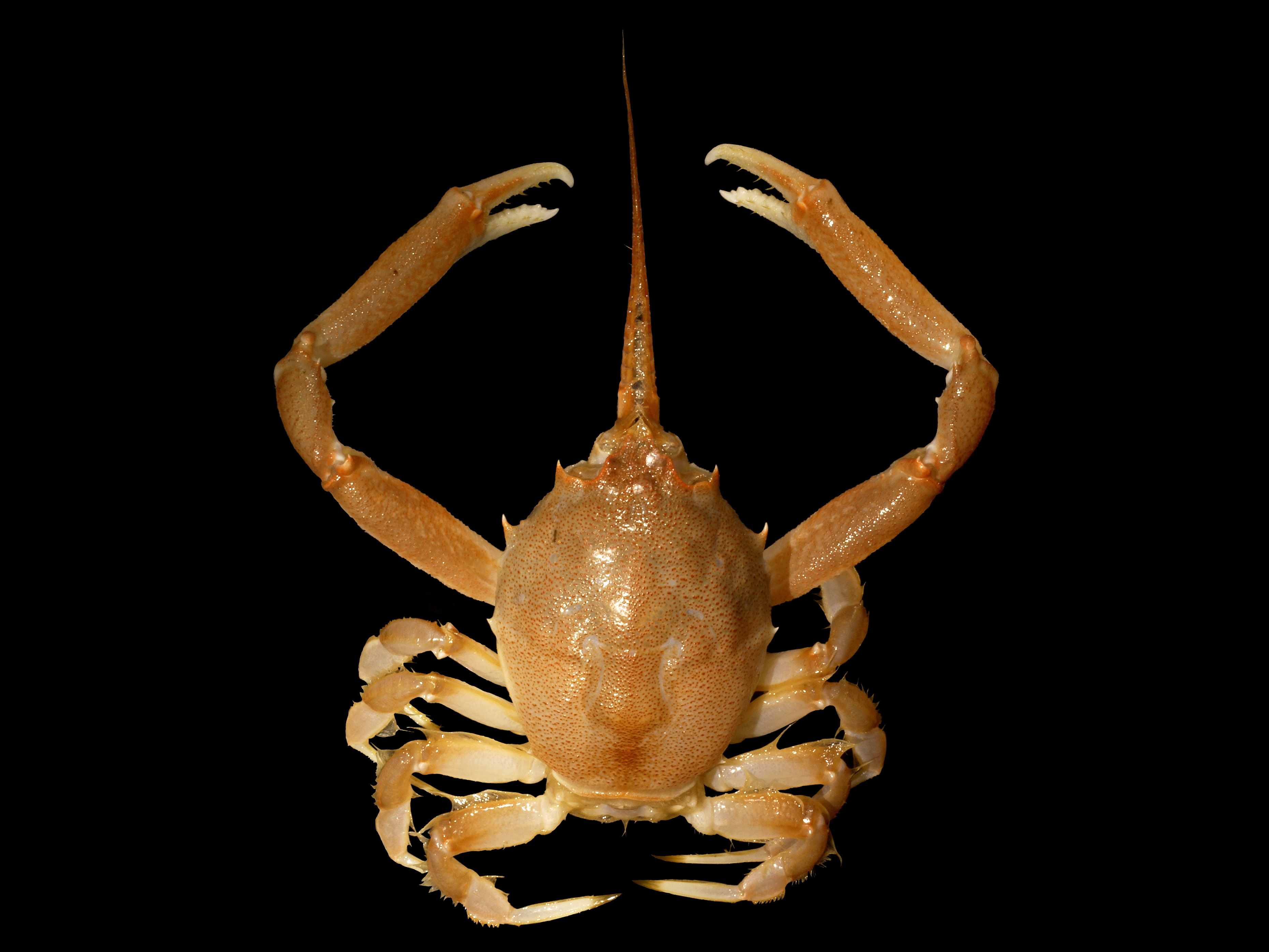
Corystes cassivelaunus
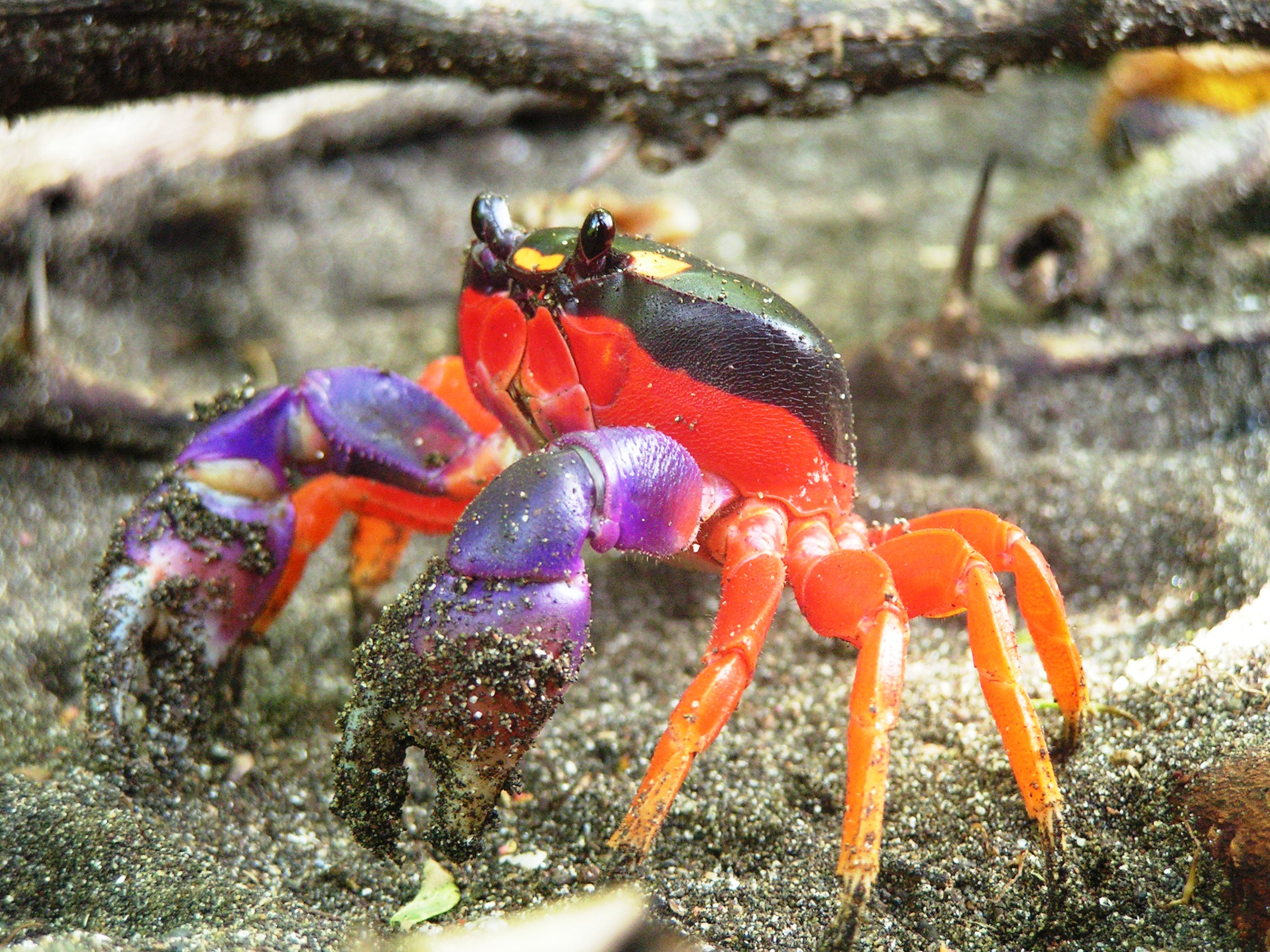
Gecarcinus quadratus
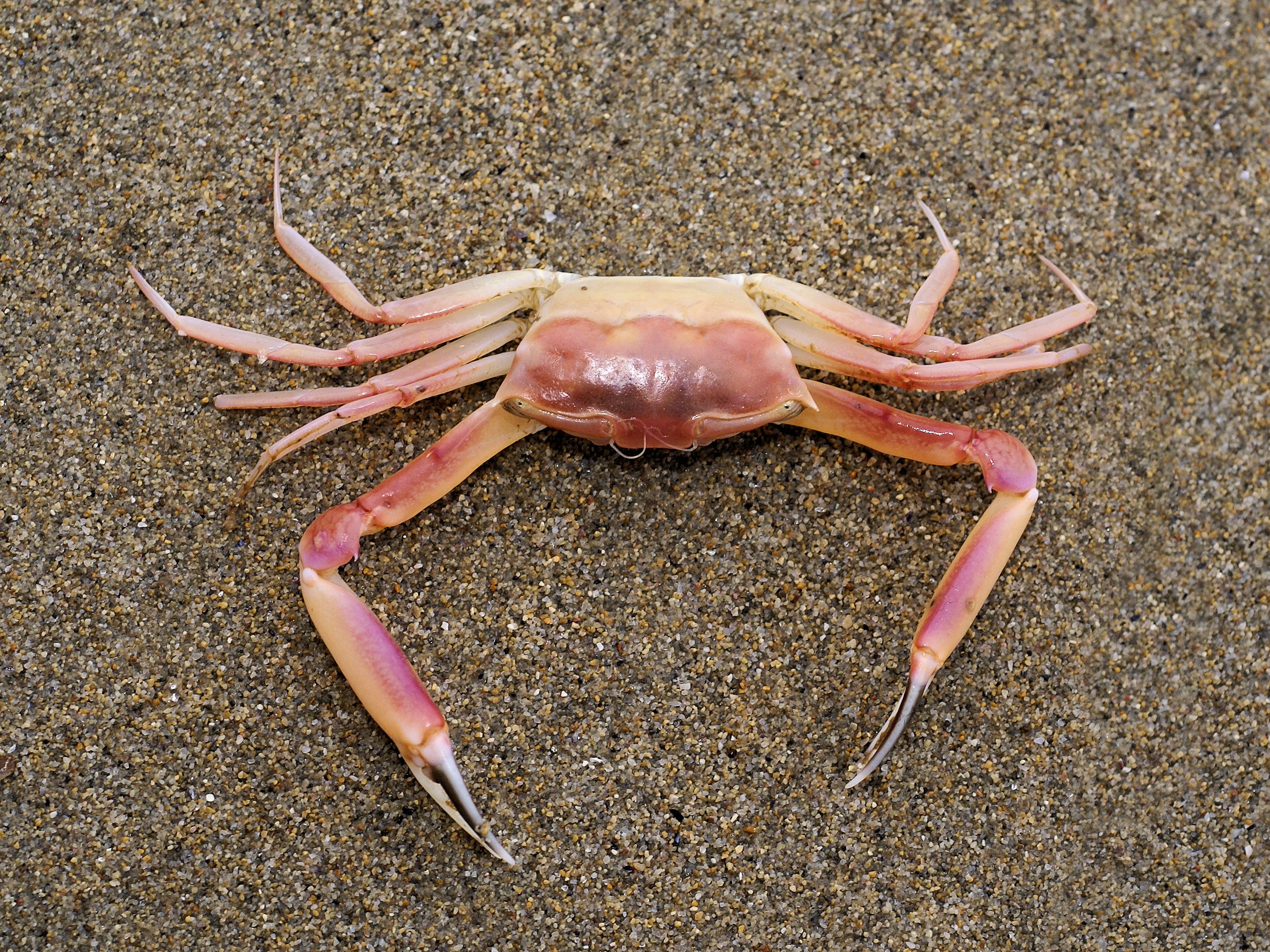
Goneplax rhomboides
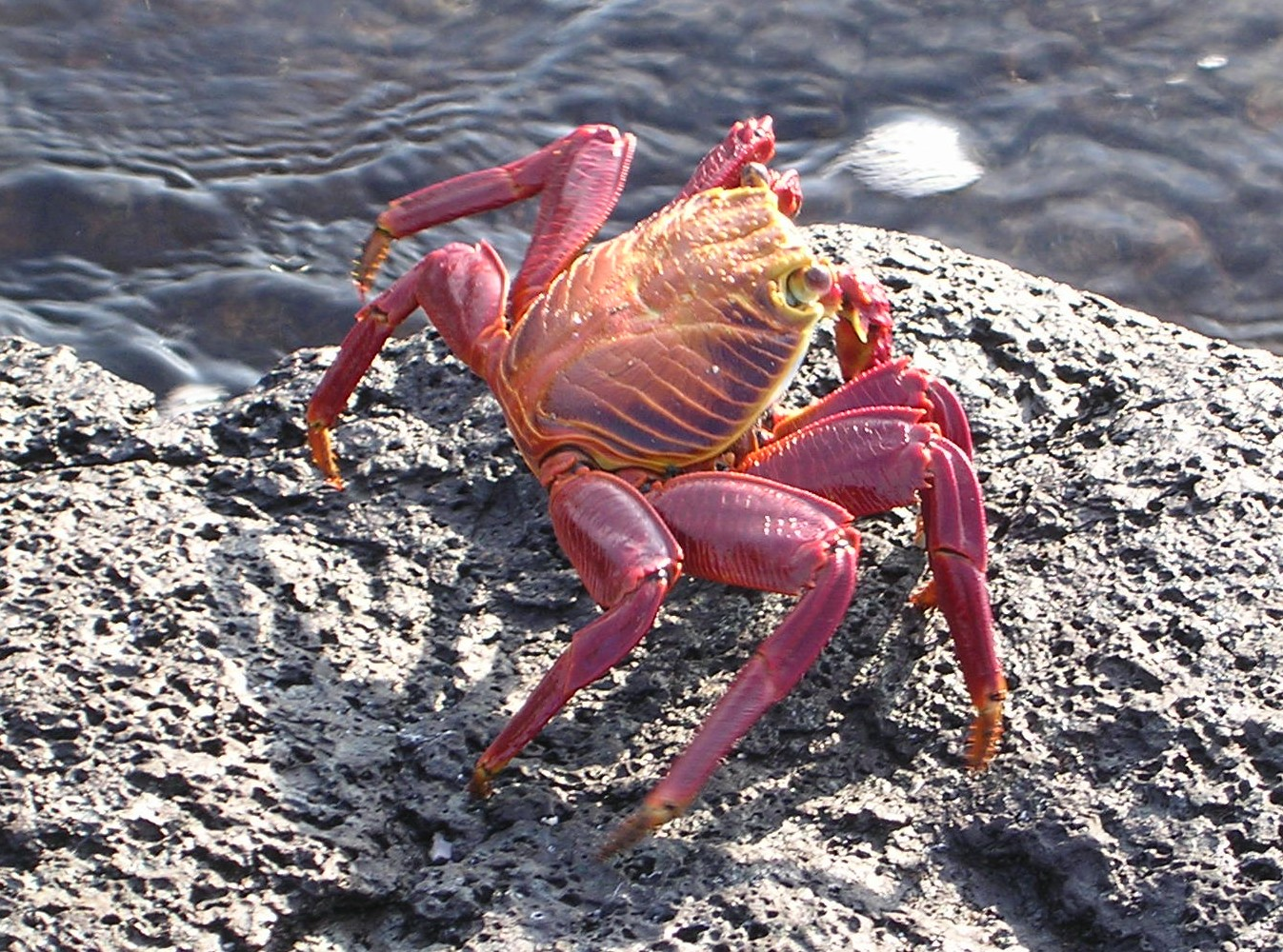
Grapsus grapsus
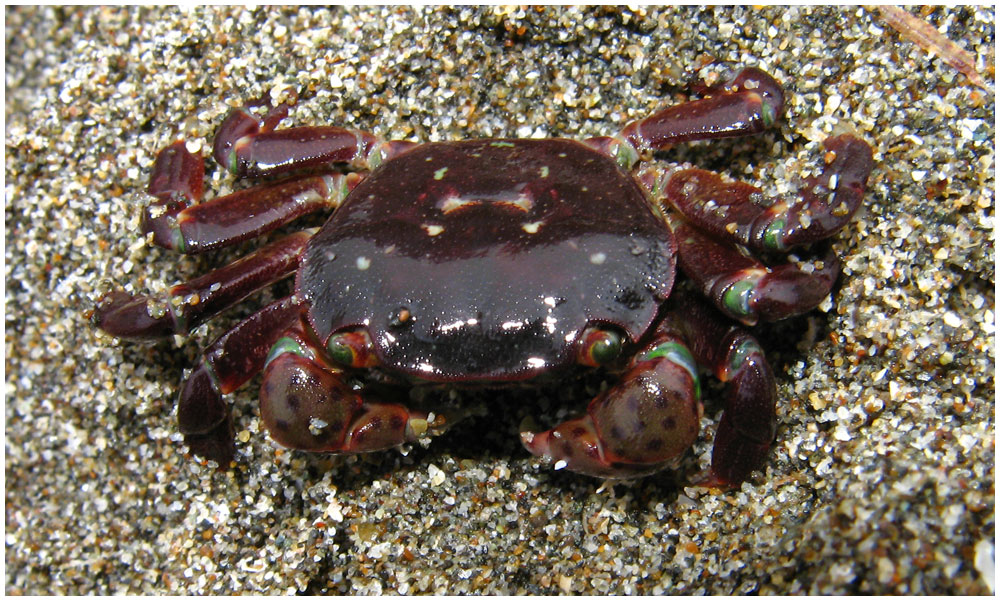
Hemigrapsus nudus
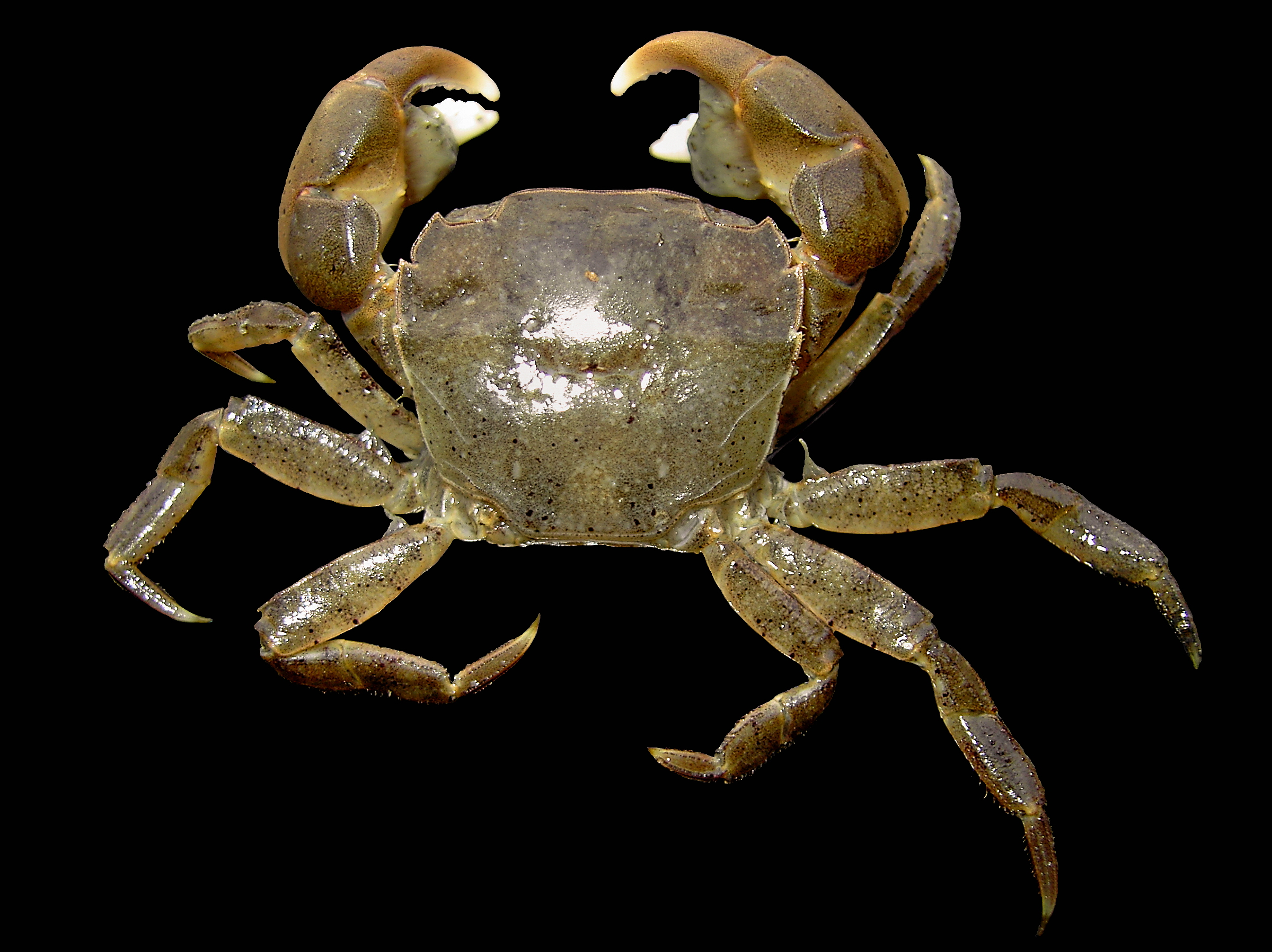
Hemigrapsus takanoi
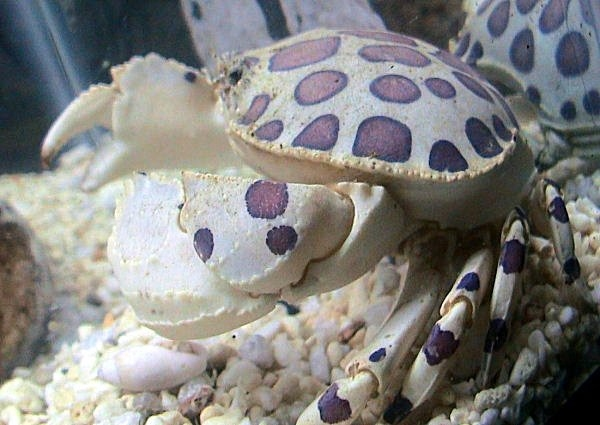
Hepatus epheliticus
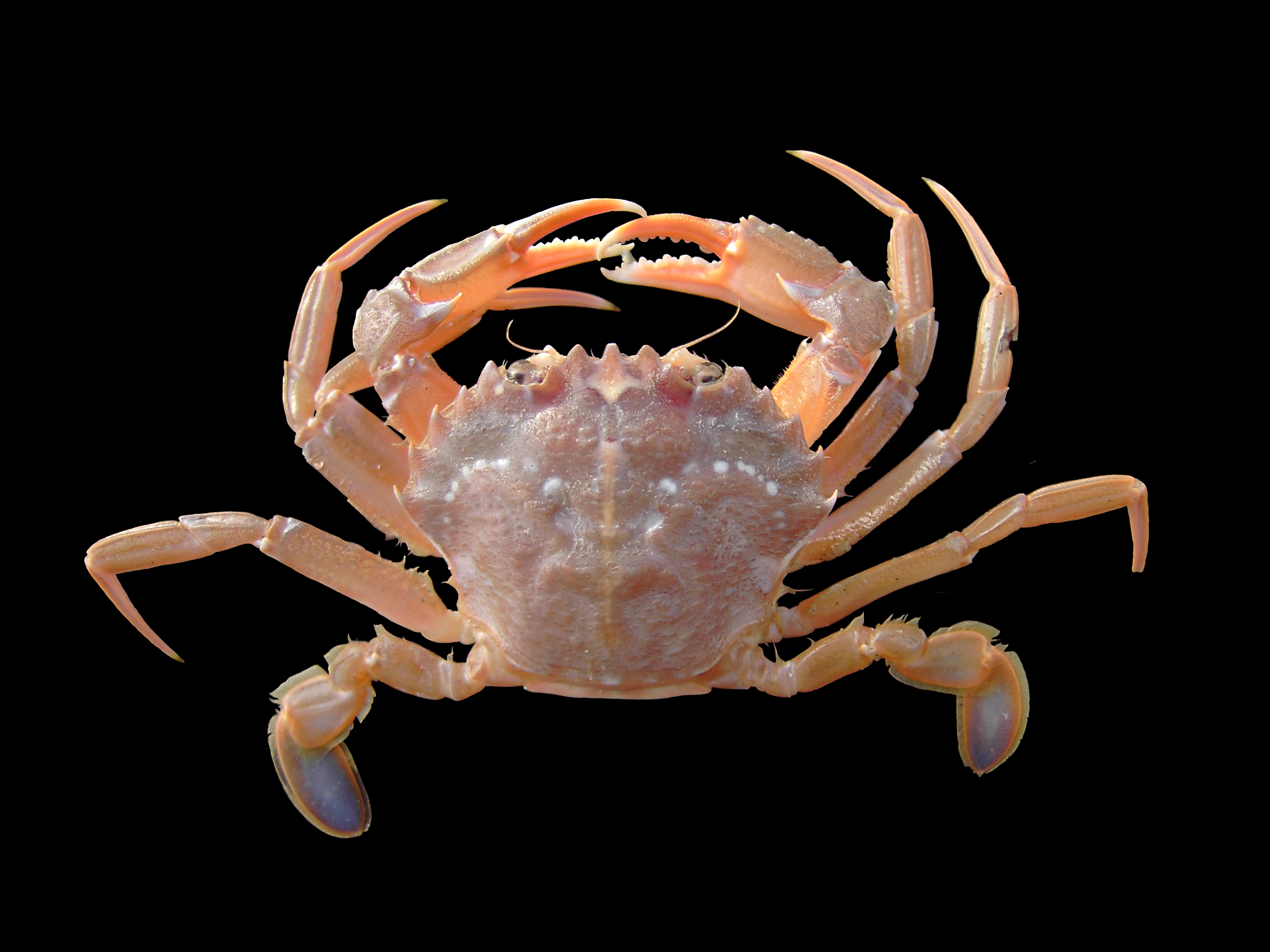
Liocarcinus depurator
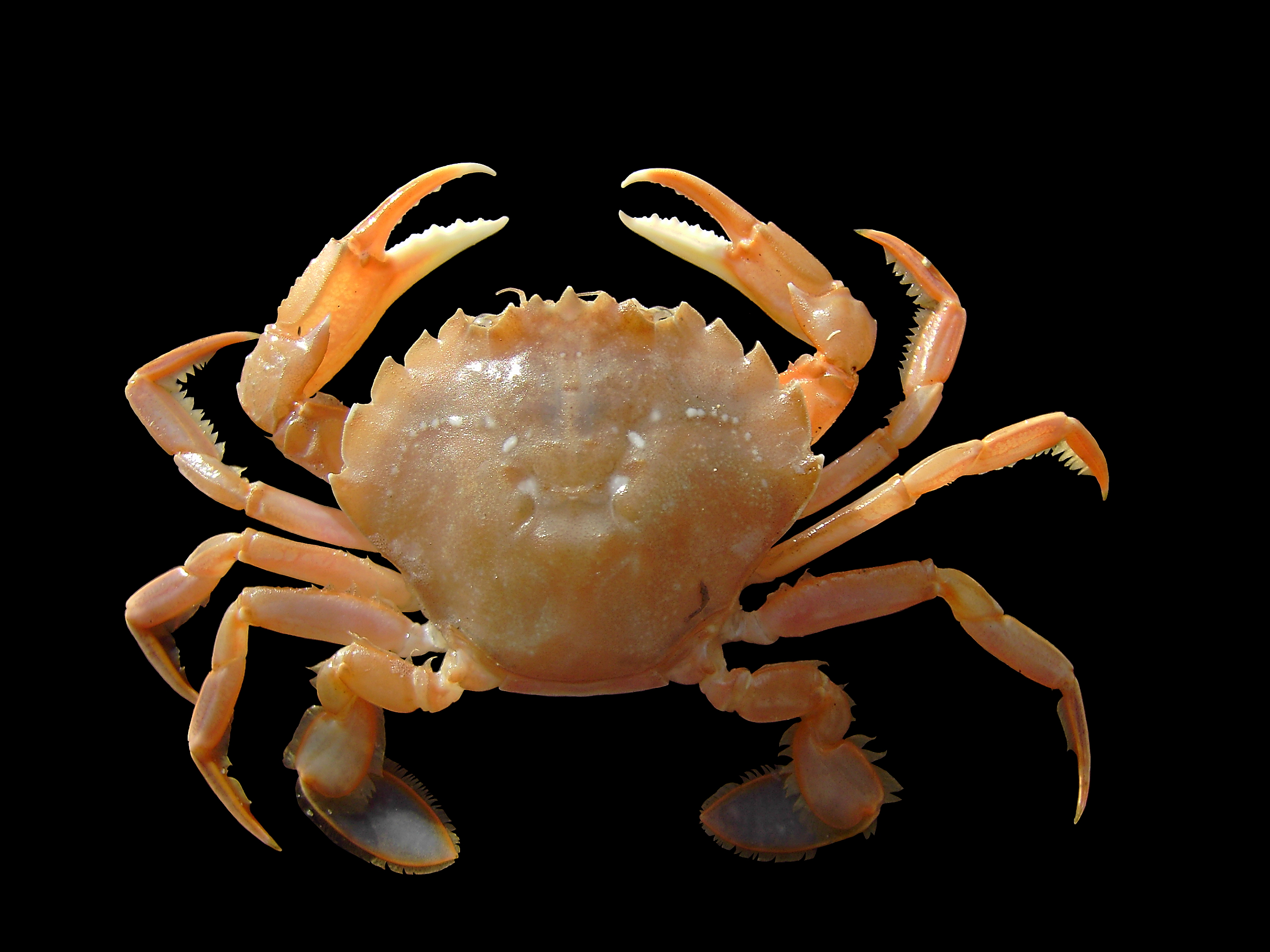
Liocarcinus holsatus
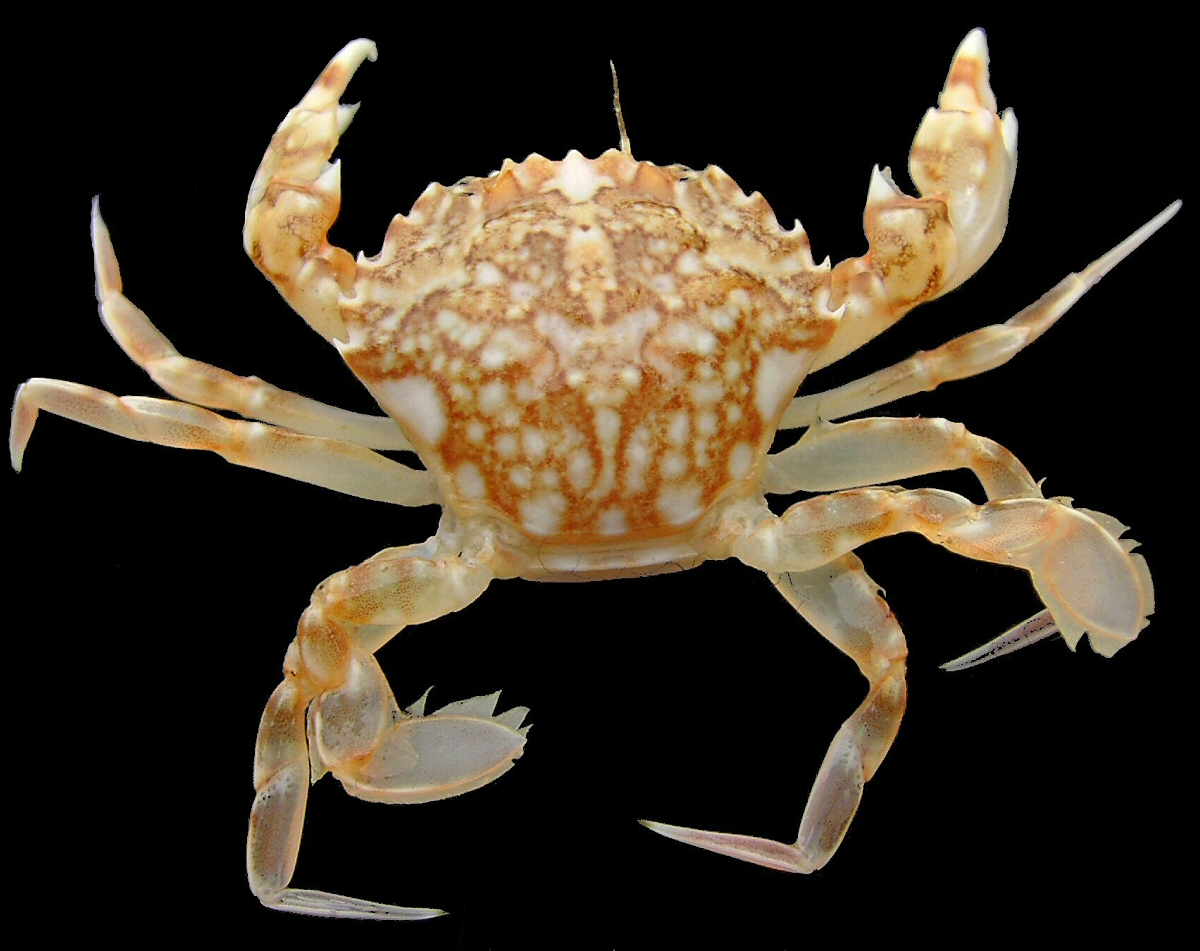
Liocarcinus marmoreus
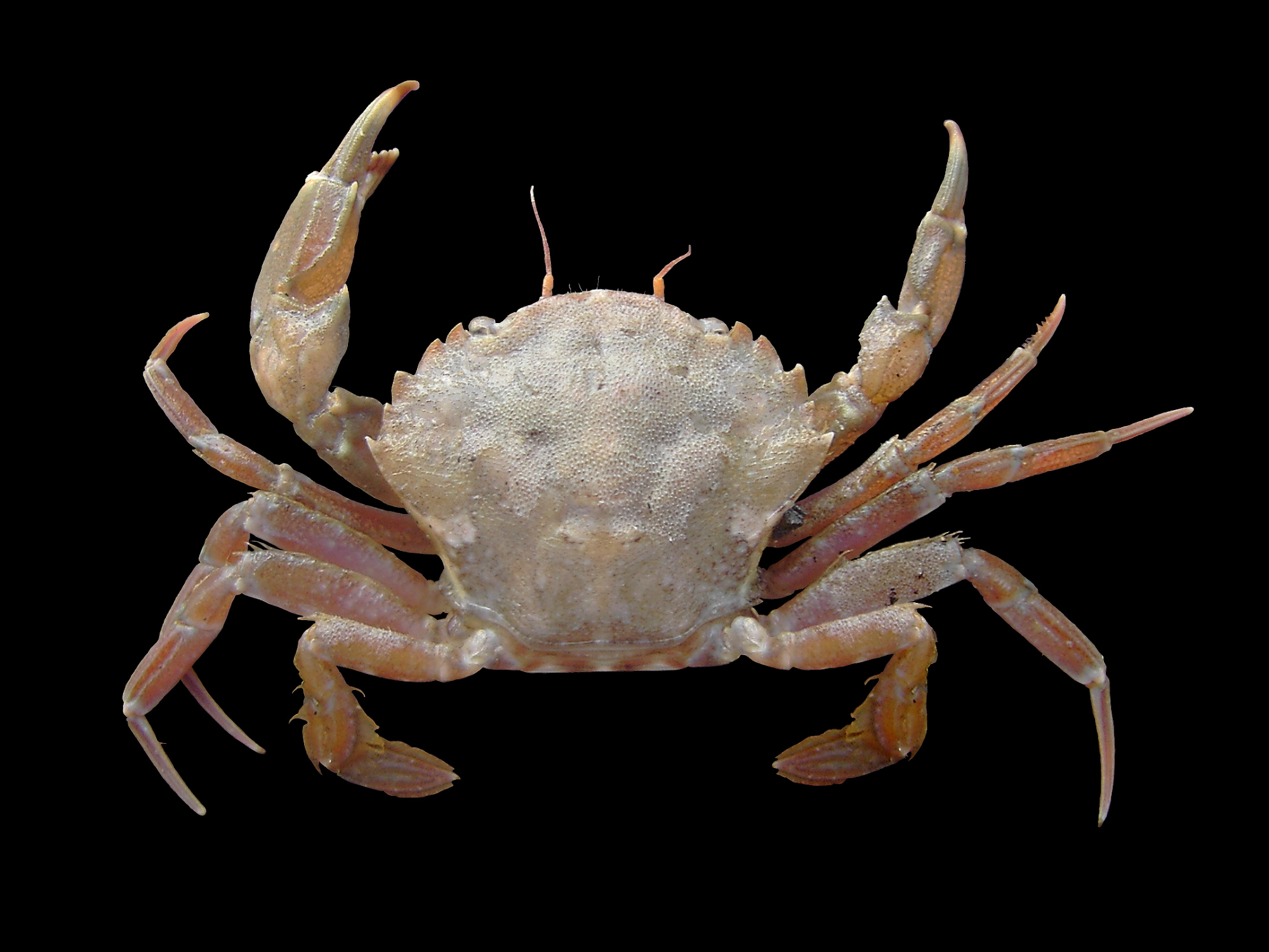
Liocarcinus navigator
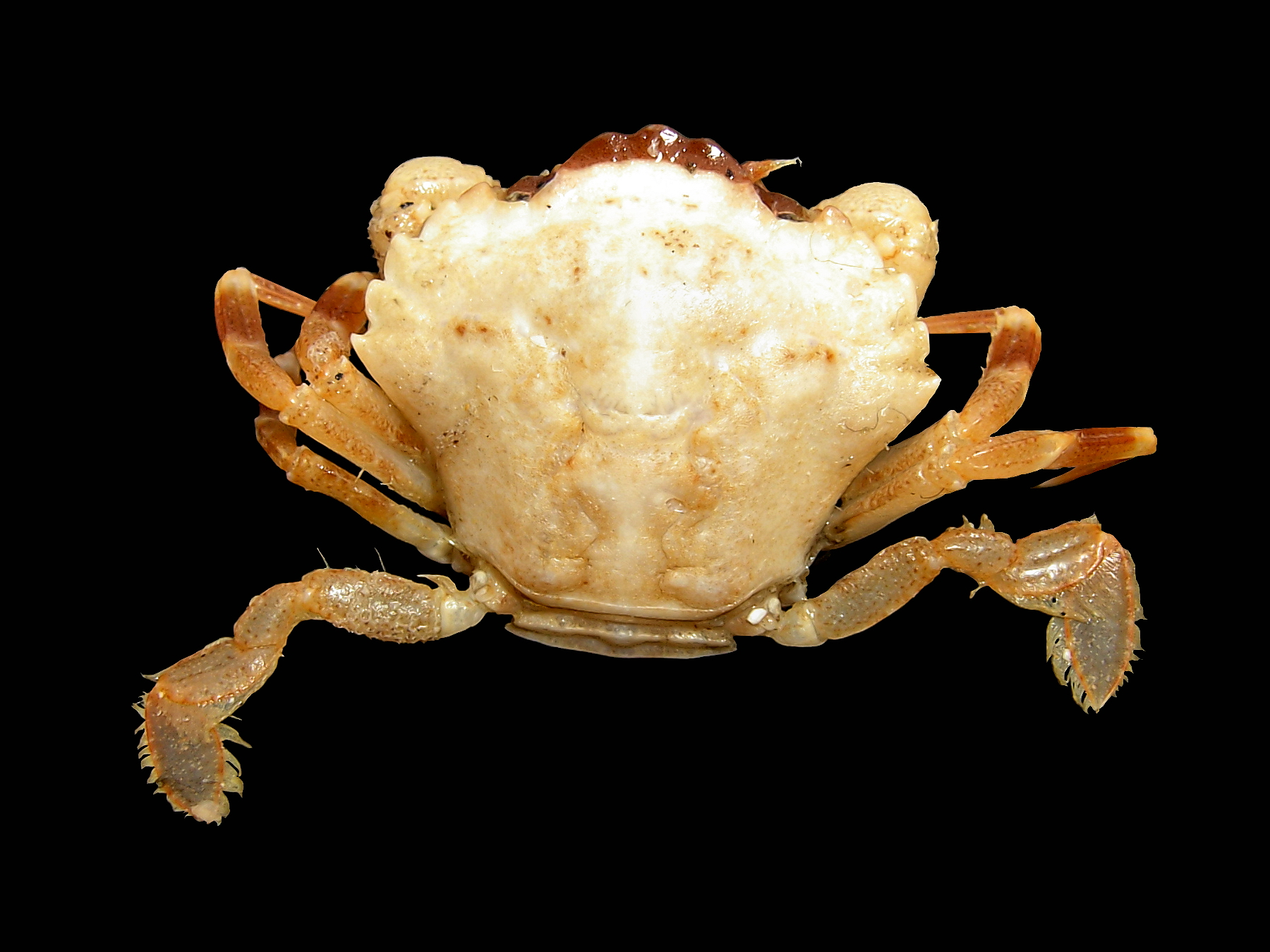
Liocarcinus pusillus
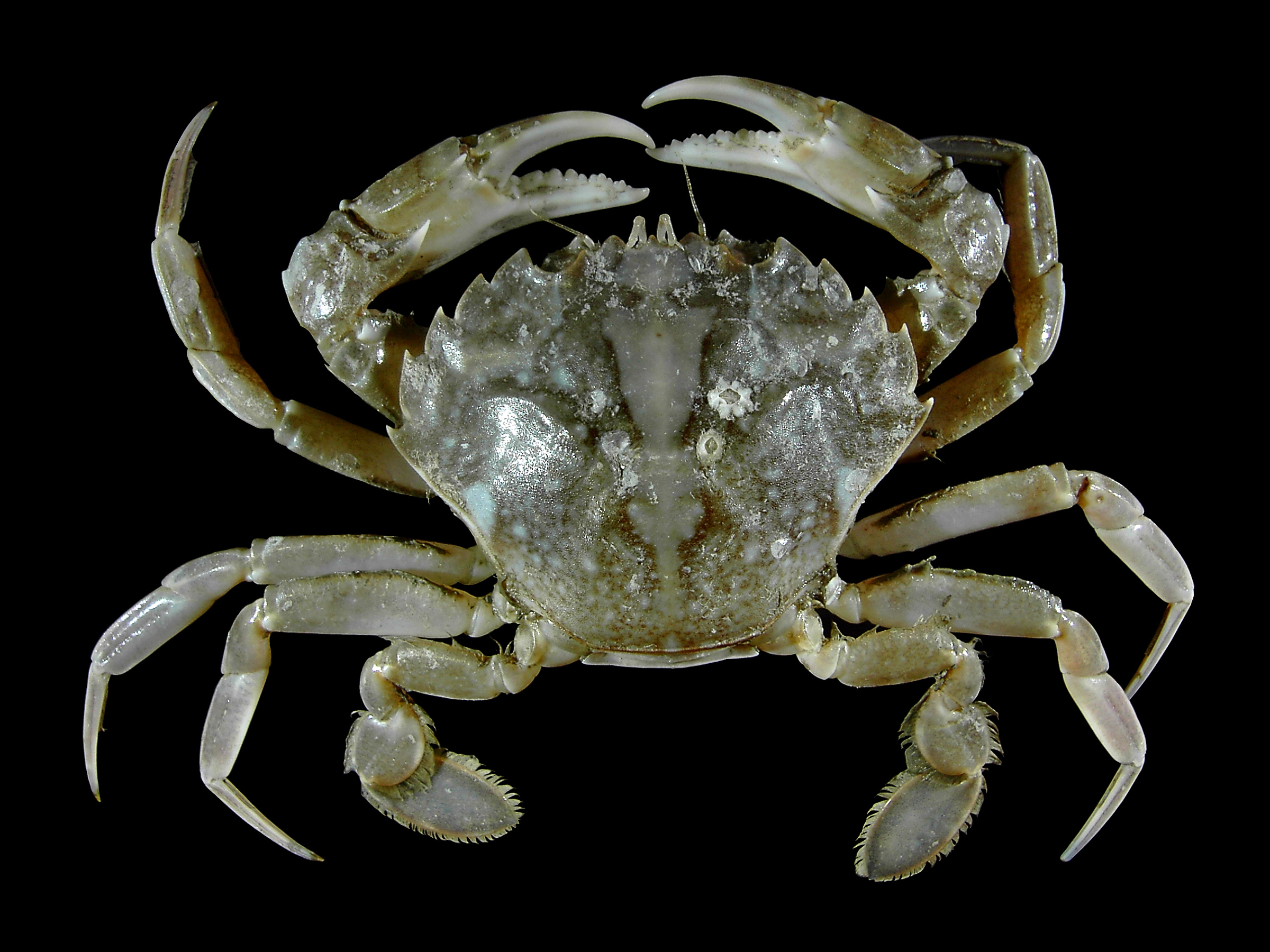
Liocarcinus vernalis
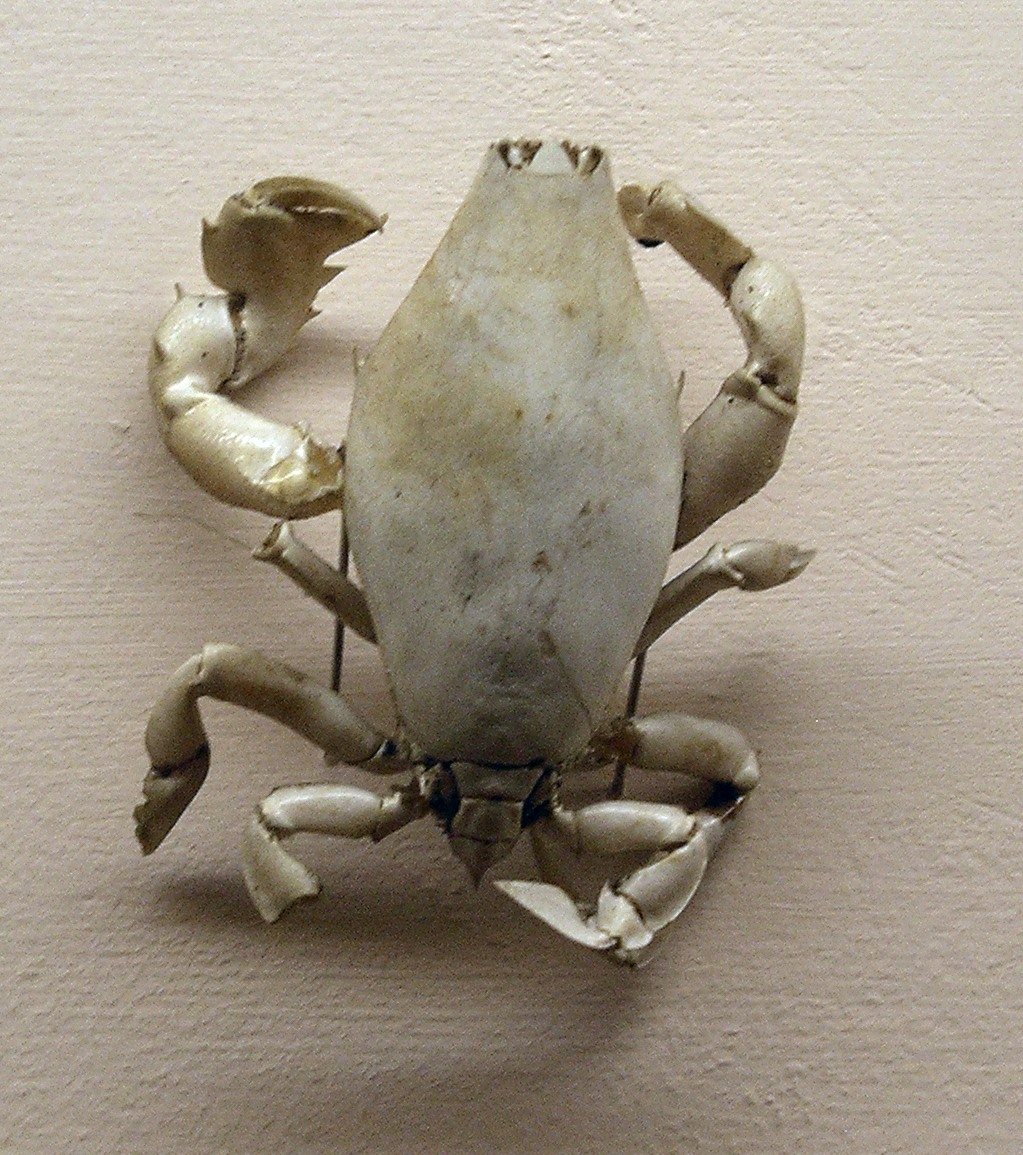
Lyreidus tridentatus
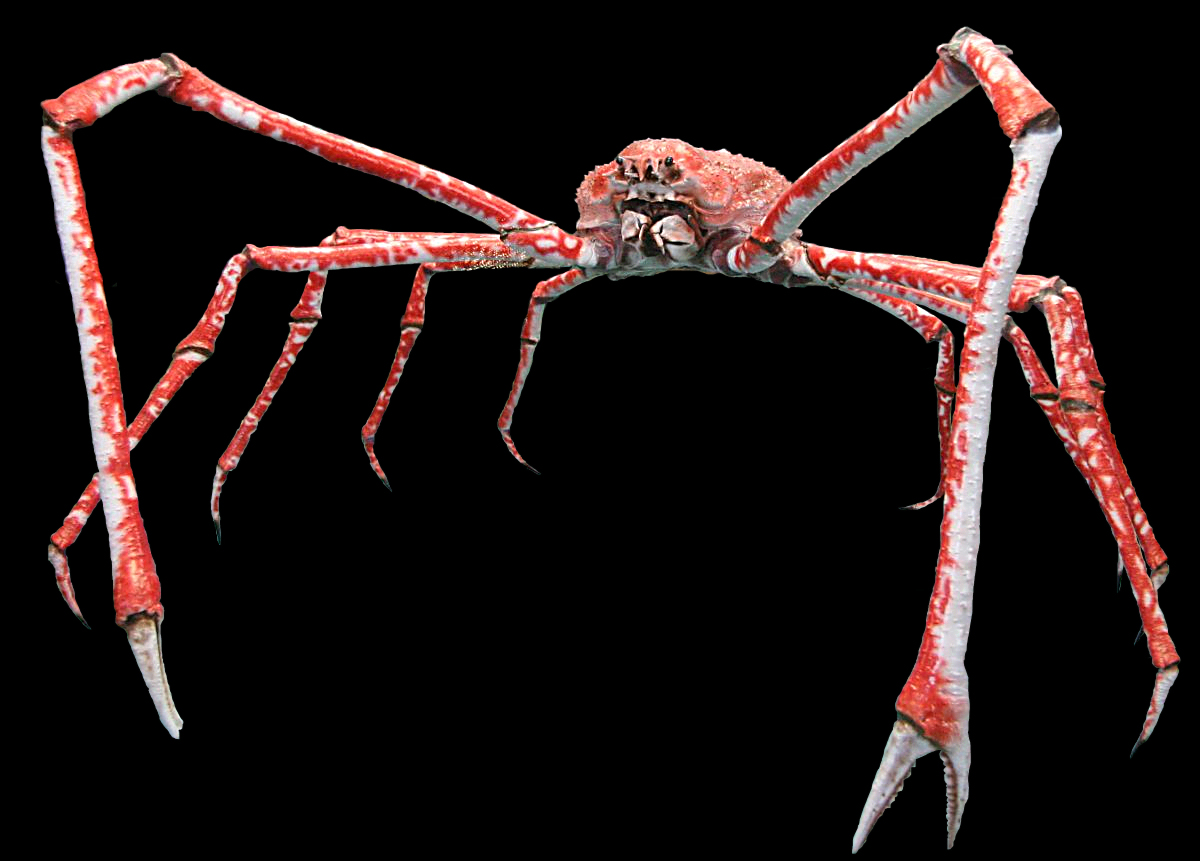
Macrocheira kaempferi
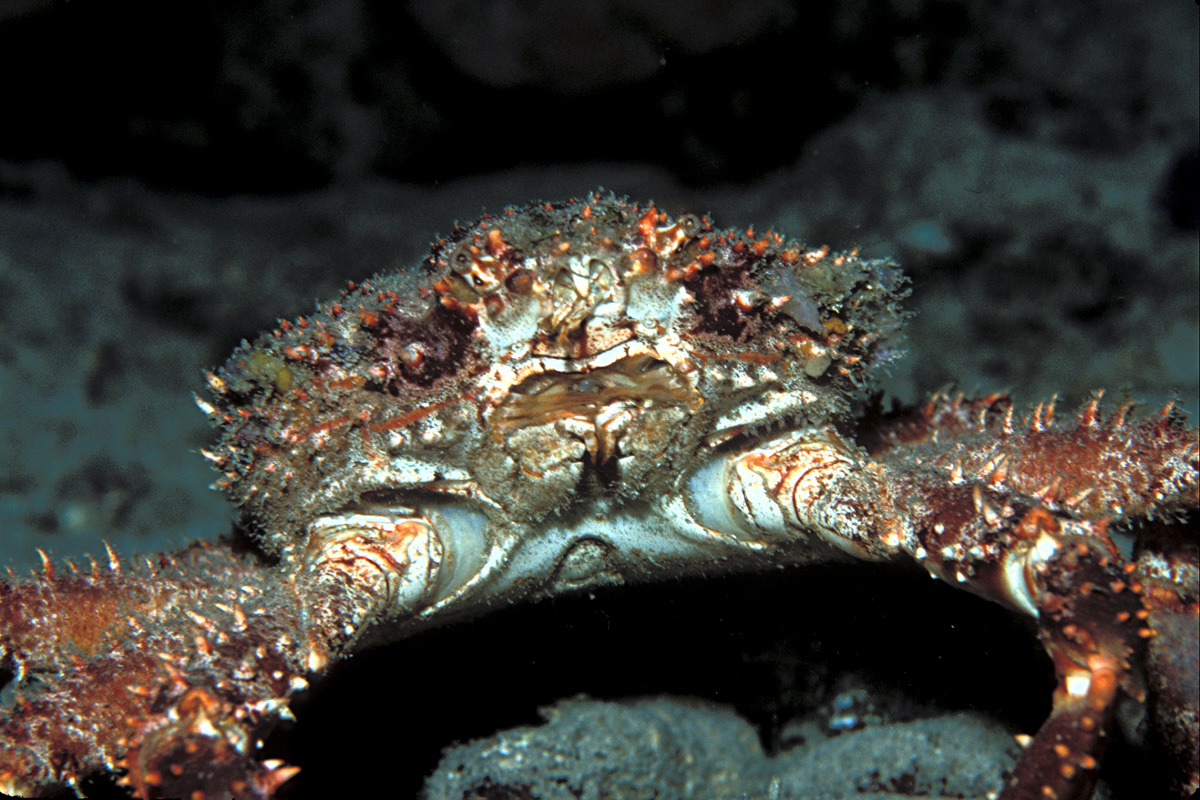
Mithrax pilosus
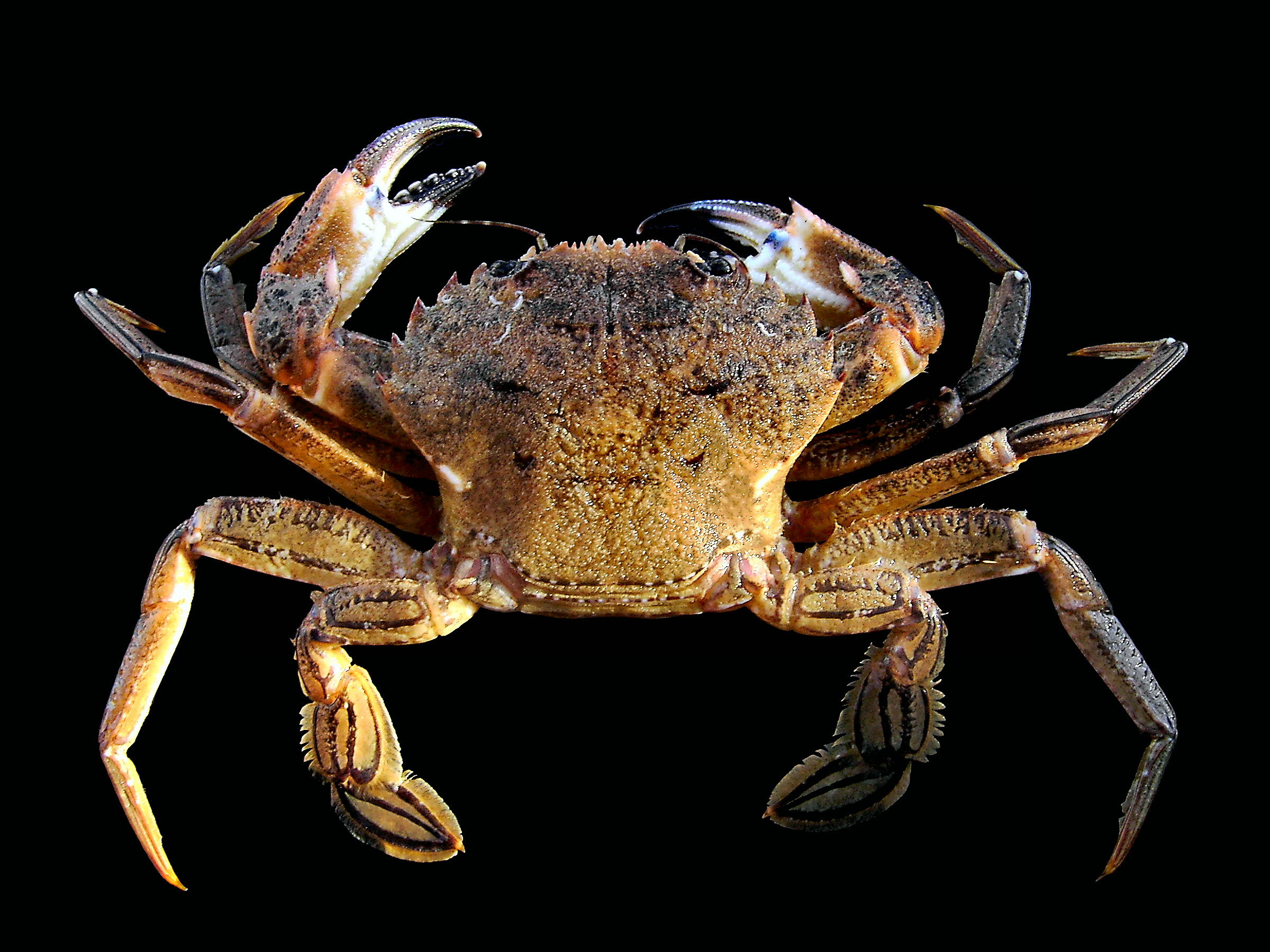
Necora puber
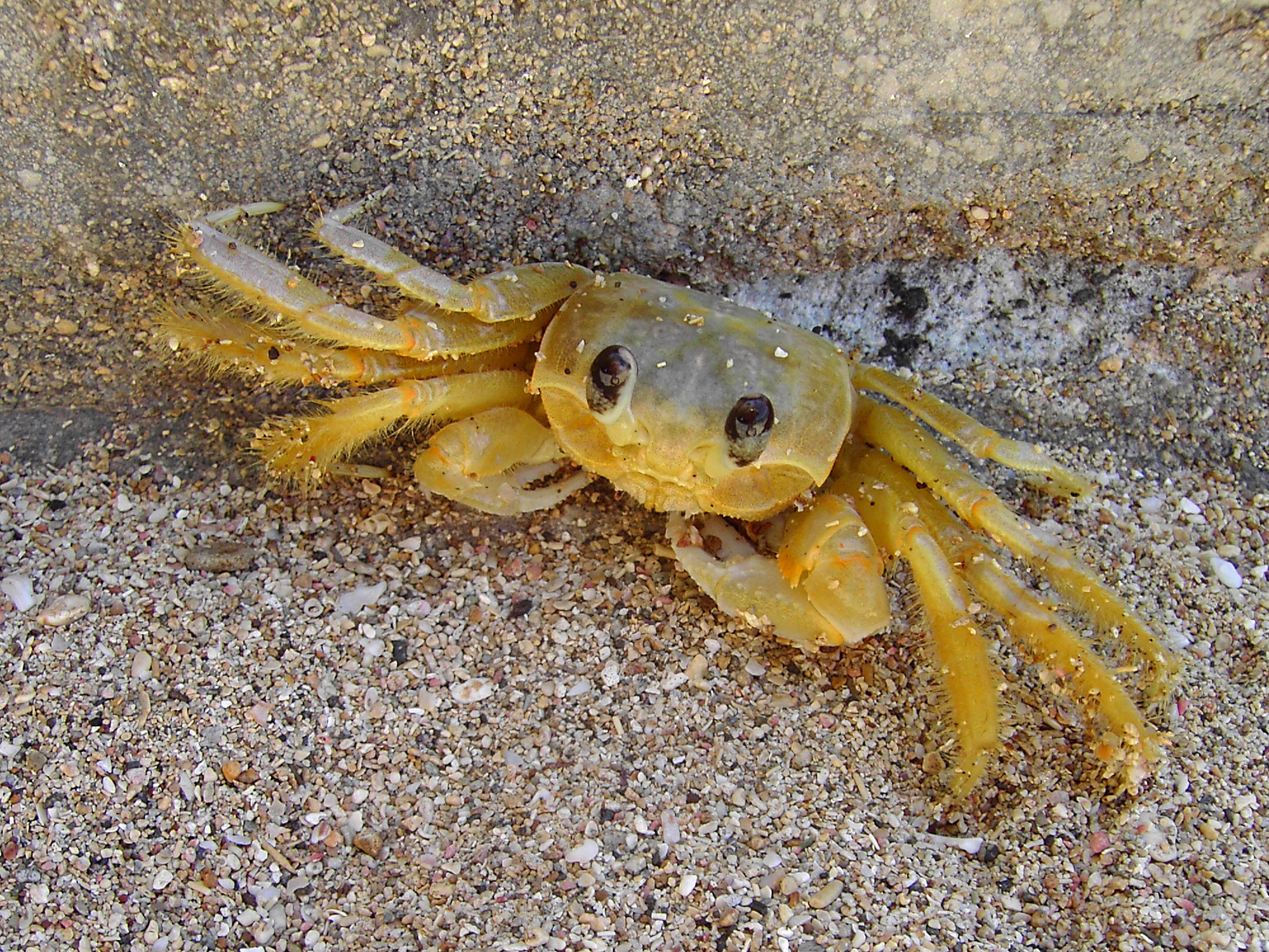
Ocypode quadrata
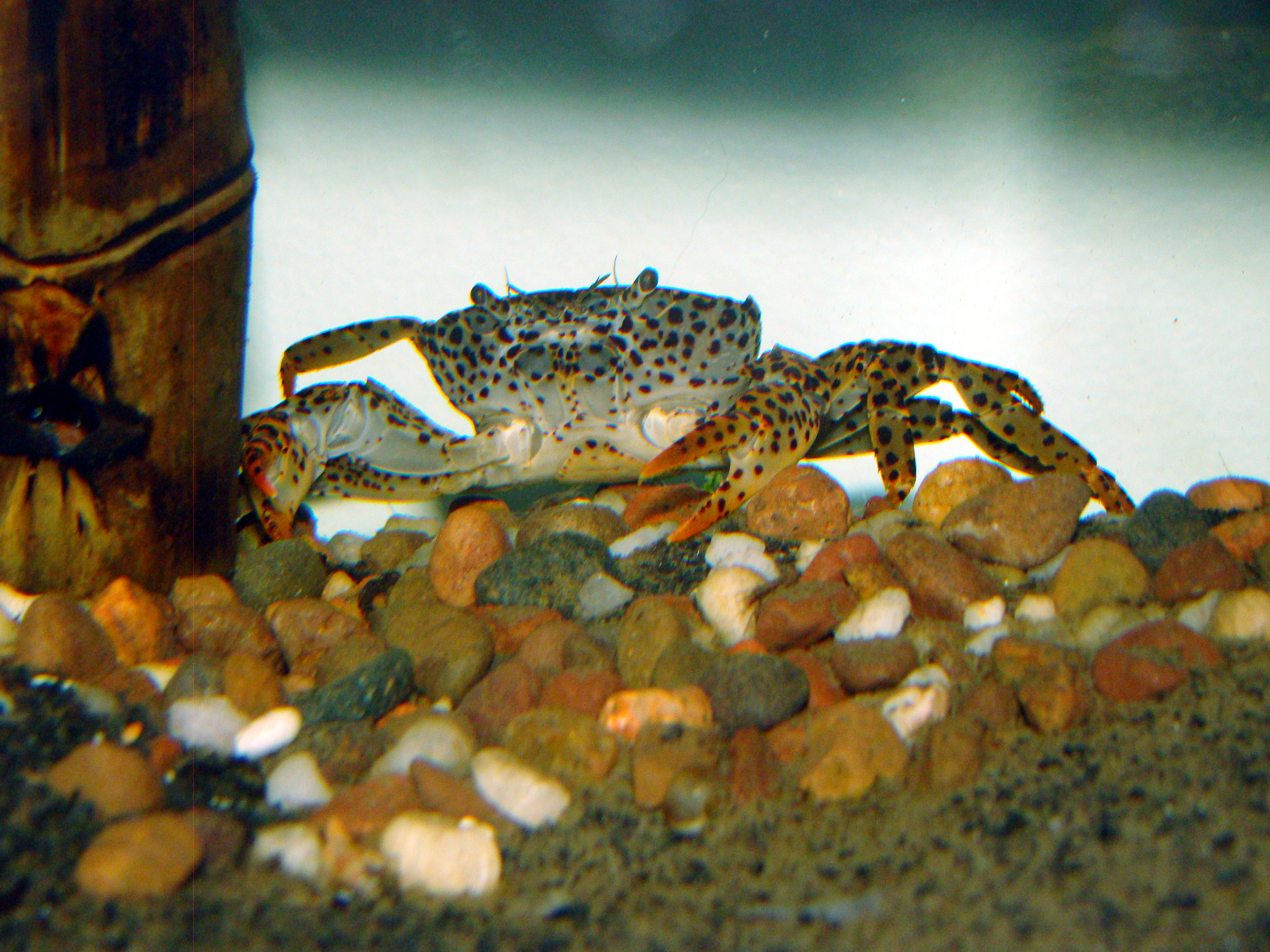
Parathelphusa pantherina
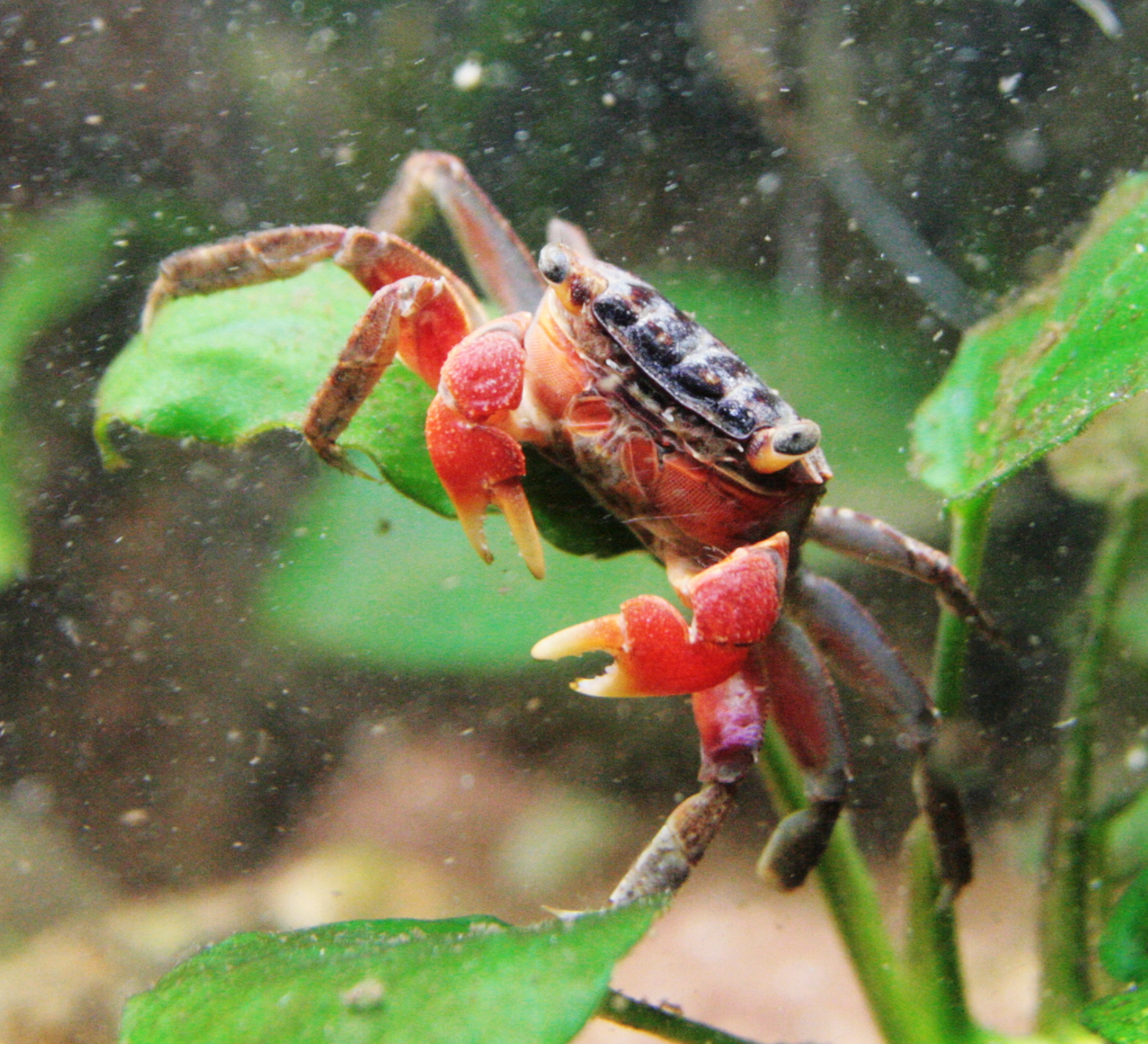
Perisesarma bidens
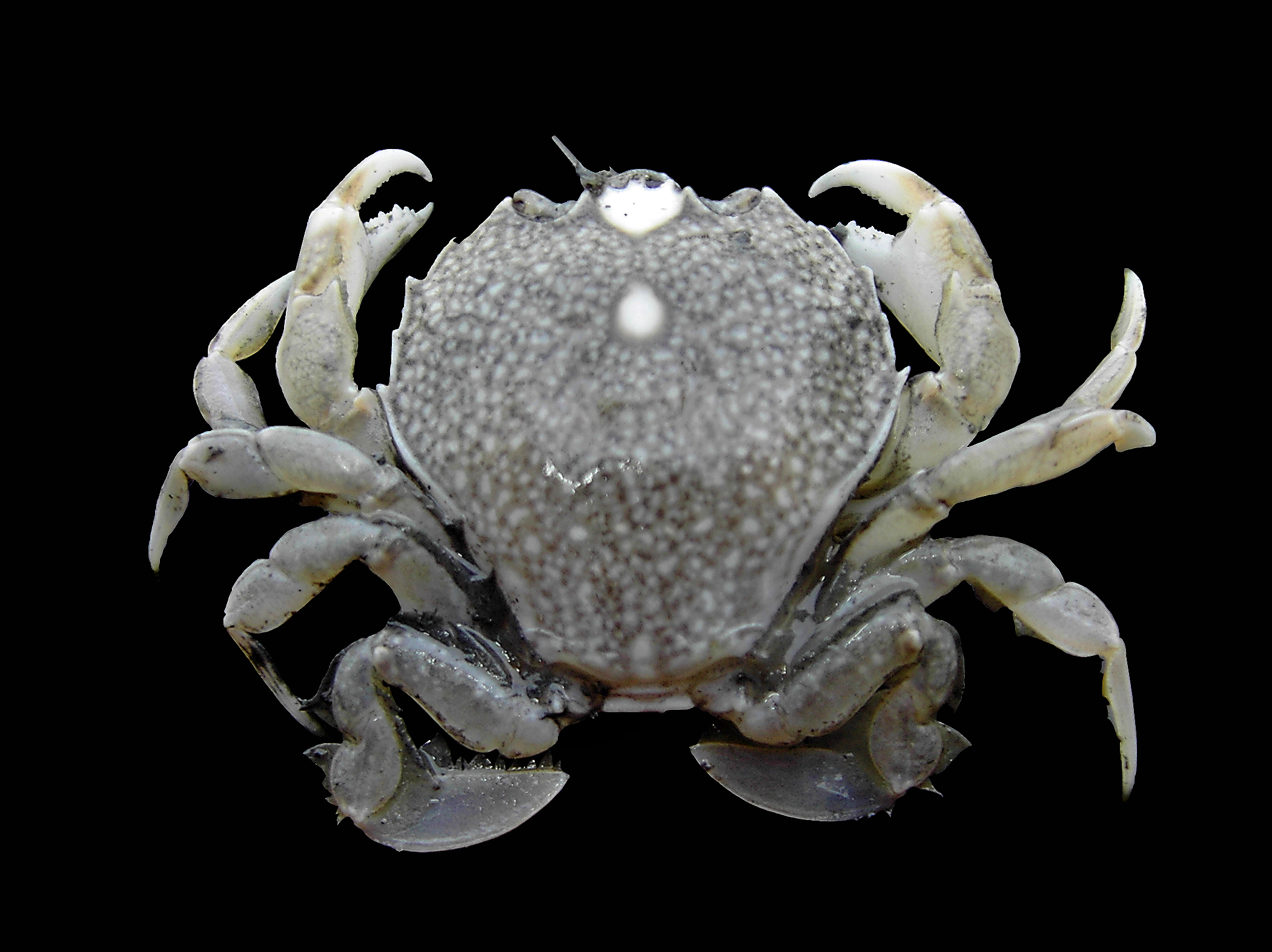
Portumnus latipes
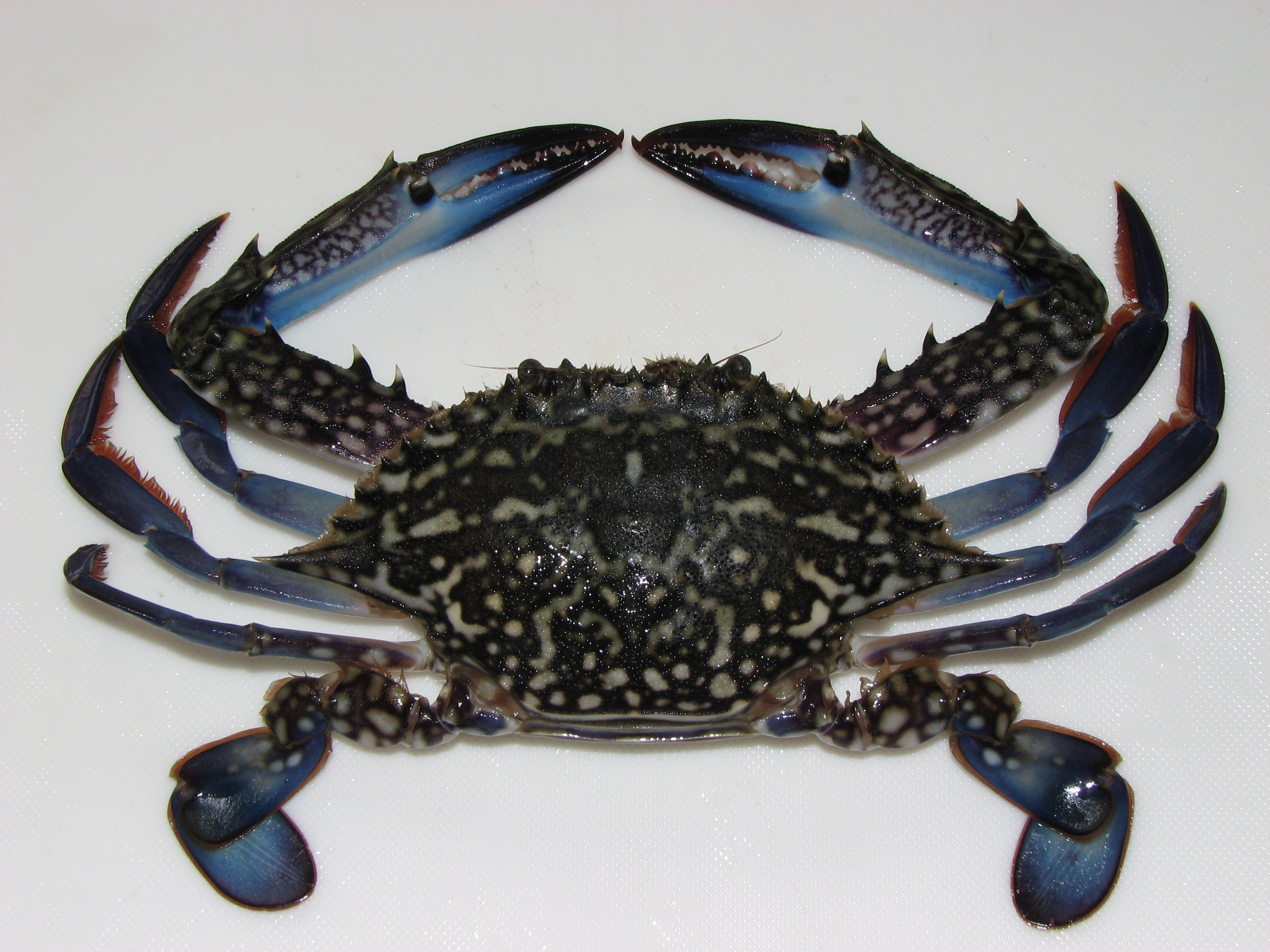
Portunus pelagicus
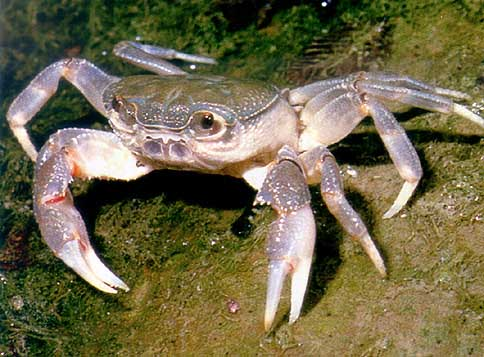
Potamon fluviatile
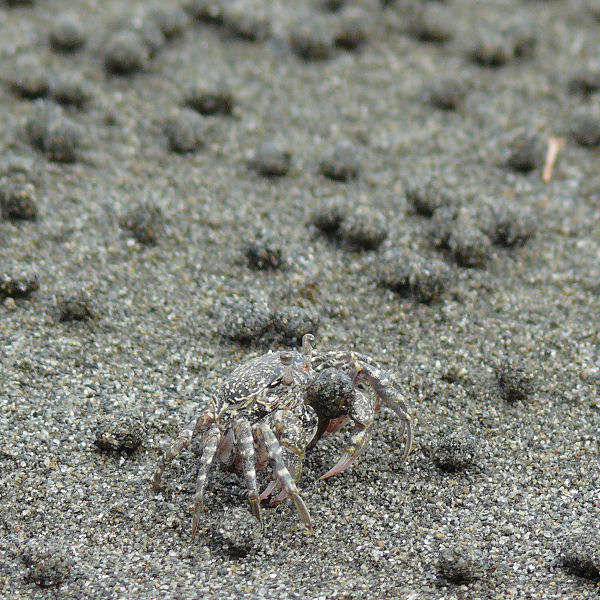
Scopimera globosa
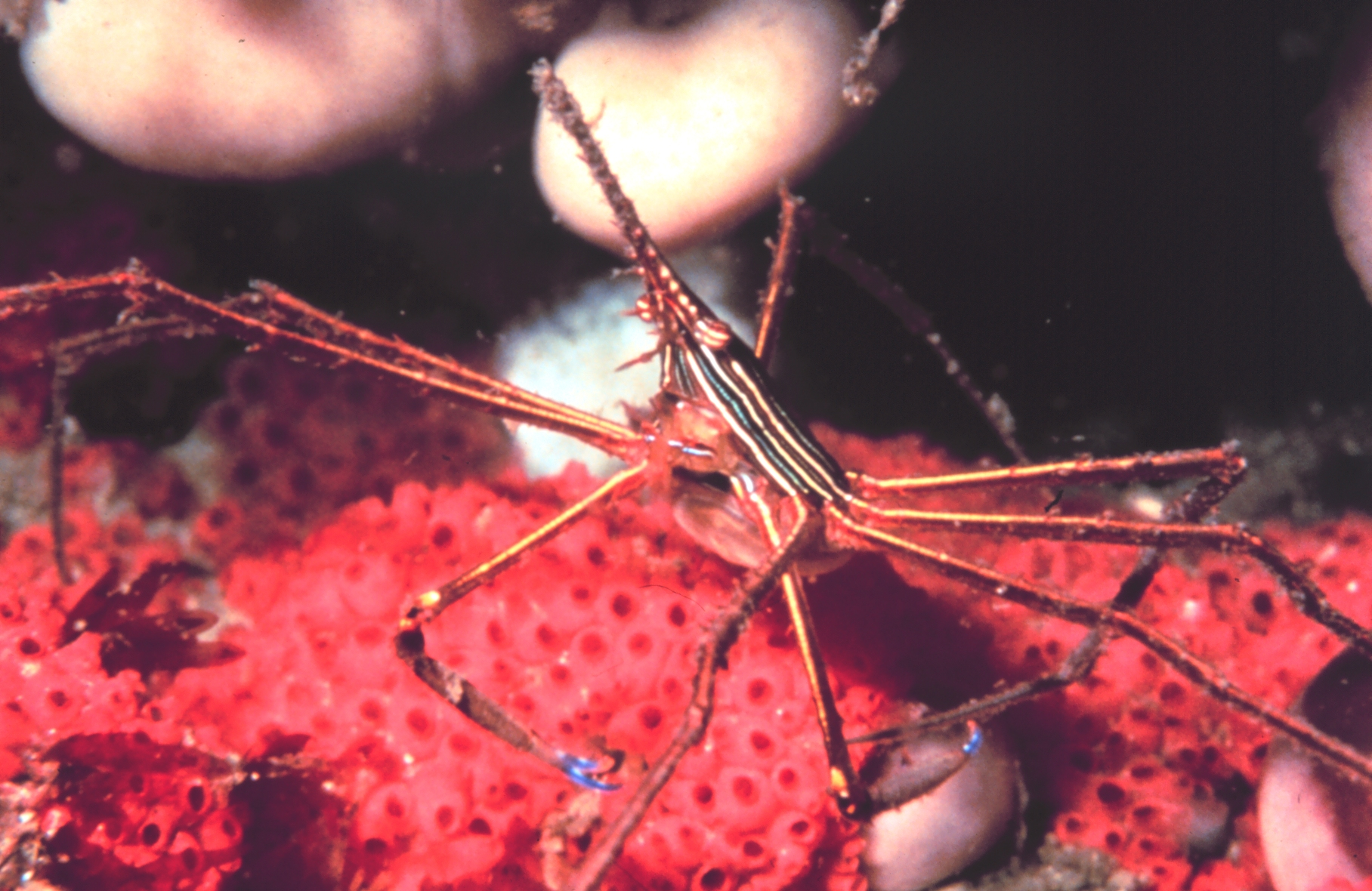
Stenorhynchus seticornis
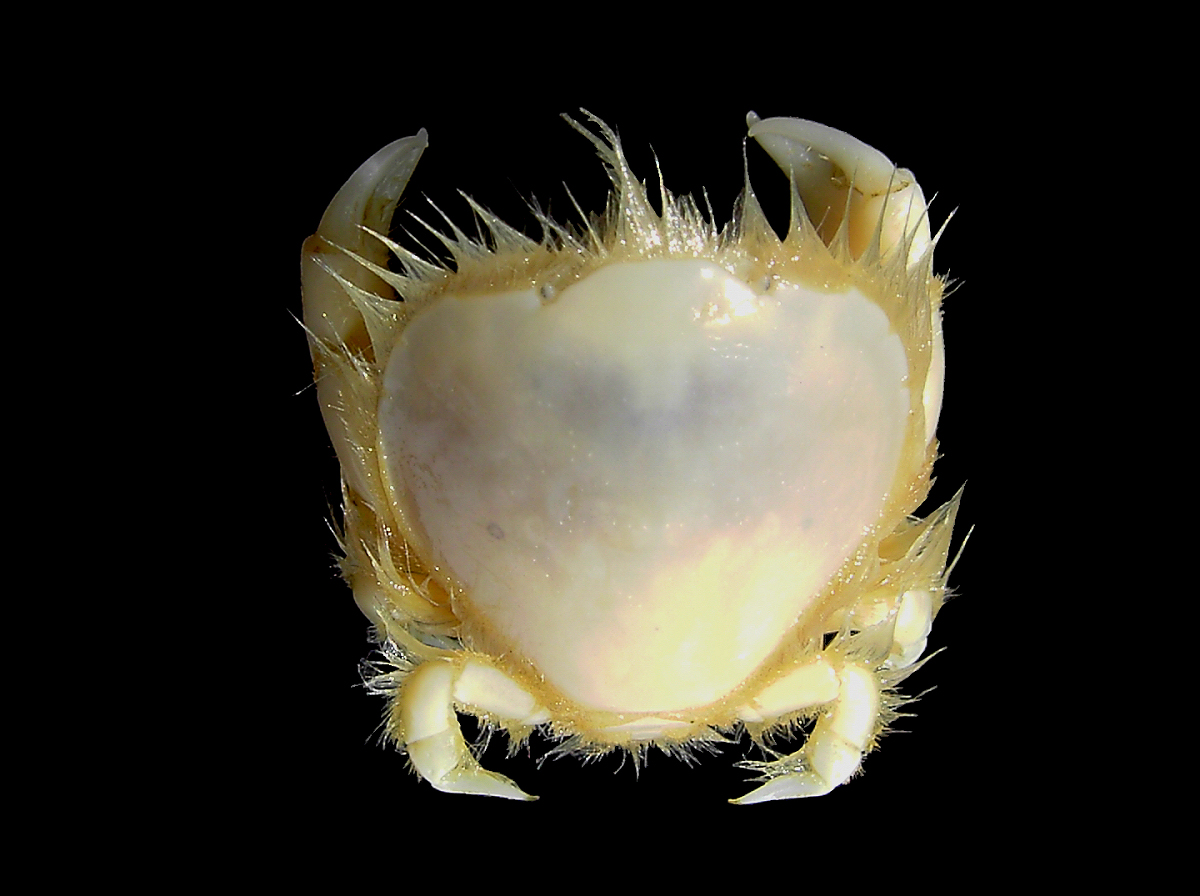
Thia scutellata
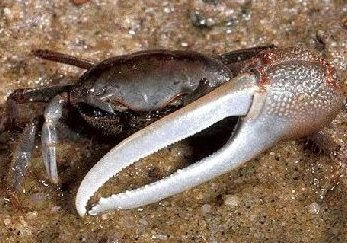
Uca pugnax
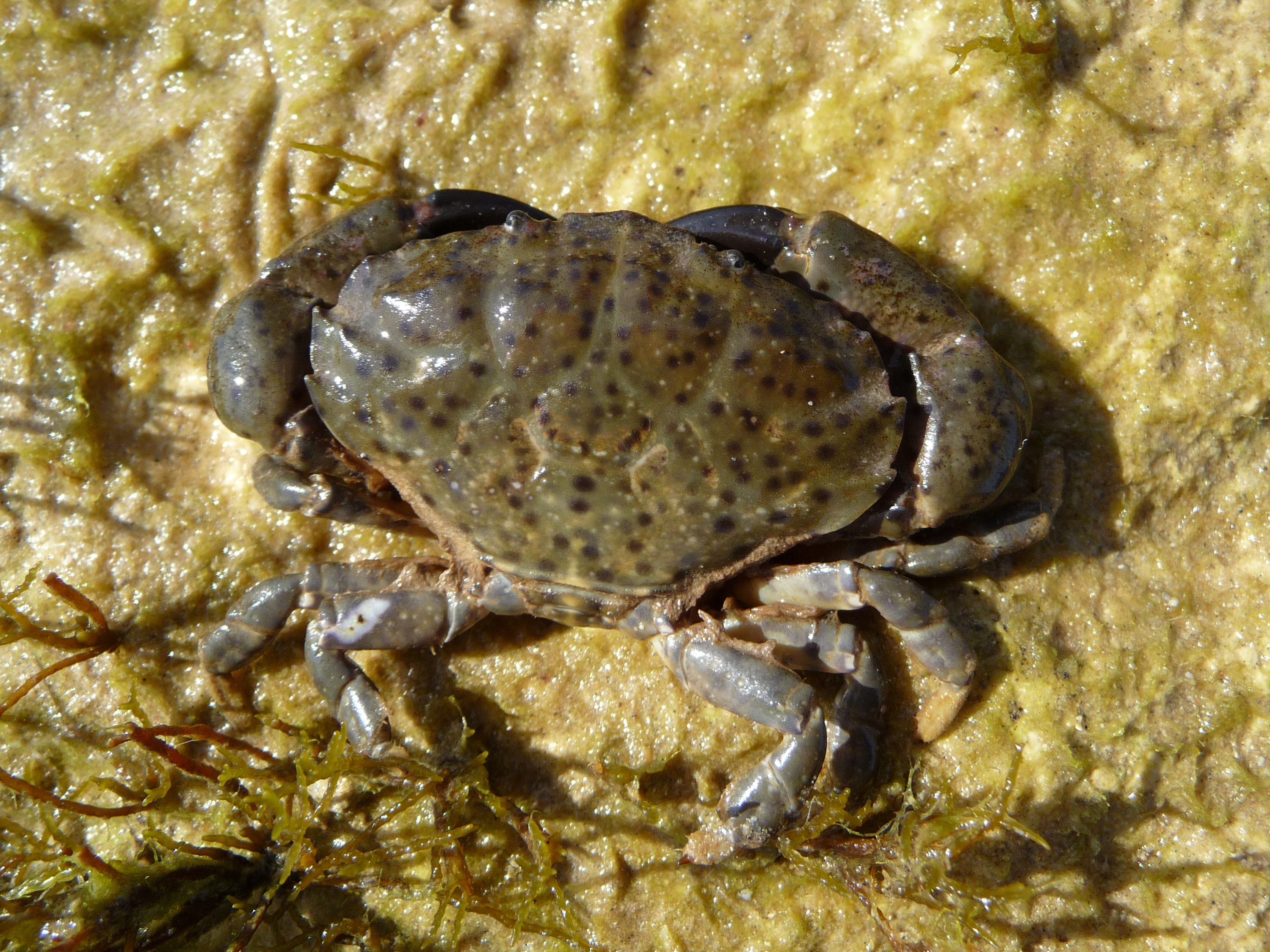
Xantho poressa